# Affaires Benalla
Pour les articles homonymes, voir Benalla.
Le texte peut changer fréquemment, n’est peut-être pas à jour et peut manquer de recul. 
Le titre et la description de l'acte concerné reposent sur la qualification juridique retenue lors de la rédaction de l'article et peuvent évoluer en même temps que celle-ci.
Les affaires Benalla sont des affaires judiciaires et politico-médiatiques françaises mettant en cause Alexandre Benalla, chargé de mission, coordinateur de différents services lors des déplacements officiels et privés du président de la République, Emmanuel Macron, lors de son premier mandat, en 2017 et 2018.
Dans la première affaire dite de la Contrescarpe, Alexandre Benalla est accusé d'avoir usurpé la fonction de policier, interpellé et violenté un couple de personnes qui a lancé des projectiles sur des CRS lors d'une des manifestations du 1er mai 2018, rue de la Contrescarpe à Paris. La scène, filmée par plusieurs témoins et diffusée sur les réseaux sociaux, n'est médiatisée que le 18 juillet 2018, lorsque le quotidien Le Monde publie un article identifiant Alexandre Benalla. L'Élysée est informée dès le 2 mai de son identité et le sanctionne par une mise à pied pendant quinze jours en mai, avec rétrogradation de ses fonctions. Il lui est également reproché, par des vidéos dévoilées au mois de juillet, d'avoir participé le même jour à une autre interpellation au Jardin des plantes.
La seconde affaire, dite des passeports, concerne, à la fin de l'année 2018, une polémique qui a éclaté après la révélation par Mediapart qu’Alexandre Benalla était toujours en possession de plusieurs passeports diplomatiques, qu'il aurait dû rendre plusieurs mois auparavant. Ces passeports lui ont notamment permis de rencontrer le président du Tchad, Idriss Déby. Benalla indique alors s’être régulièrement entretenu avec Emmanuel Macron après son départ de l’Élysée, ce que la présidence de la République dément. Outre le voyage au Tchad, Alexandre Benalla aurait également utilisé ces passeports diplomatiques au cours de différentes missions pour le compte de délégations étrangères.
Pour ces deux affaires, Alexandre Benalla est condamné le 5 novembre 2021 à trois ans de prison, dont un ferme ; la peine est confirmée en appel.
Dans la troisième affaire, dite des contrats russes, il est reproché à Alexandre Benalla et à son ami Vincent Crase d'avoir noué des relations d’affaires avec des oligarques russes, notamment l’homme d’affaires Iskandar Makhmudov, soupçonné d’entretenir des liens avec le crime organisé, dès juin 2018, alors même qu’il est encore en poste à l'Élysée, des rencontres ayant eu lieu au siège même de La République en marche, le parti fondé par le président Emmanuel Macron. Un contrat de protection aurait également été signé entre une société liée aux deux hommes, France Close Protection et l'oligarque russe Farkhad Akhmedov en décembre 2018.
Alexandre Benalla est également visé par plusieurs autres enquêtes judiciaires. Plusieurs journalistes sont par ailleurs inquiétés.
Les commissions des Lois du Sénat et de l'Assemblée nationale obtiennent les prérogatives d'une commission d'enquête parlementaire sur la première affaire et procèdent à un certain nombre d'auditions publiques (responsables de syndicats policiers, de la préfecture de police, des cadres de la présidence de la République ou du GSPR), visant notamment à identifier des dysfonctionnements au sein des services de l’Élysée. L'enquête de l'Assemblée nationale, dirigée par une majorité LREM, est close rapidement, alors que l'enquête du Sénat, dirigé à ce moment-là par une majorité LR et PS, est longue et controversée.

## Contexte
Lors des manifestations parisiennes traditionnelles du 1er mai 2018, un groupe d'environ 1 200 personnes provoque d'importantes dégradations et cherche à en découdre avec les forces de l'ordre. Ces évènements ont conduit à l'arrestation de 283 personnes. À la suite de ces manifestations, les syndicats policiers ont dénoncé la passivité de leur hiérarchie face aux black blocs.

## Déroulement des faits

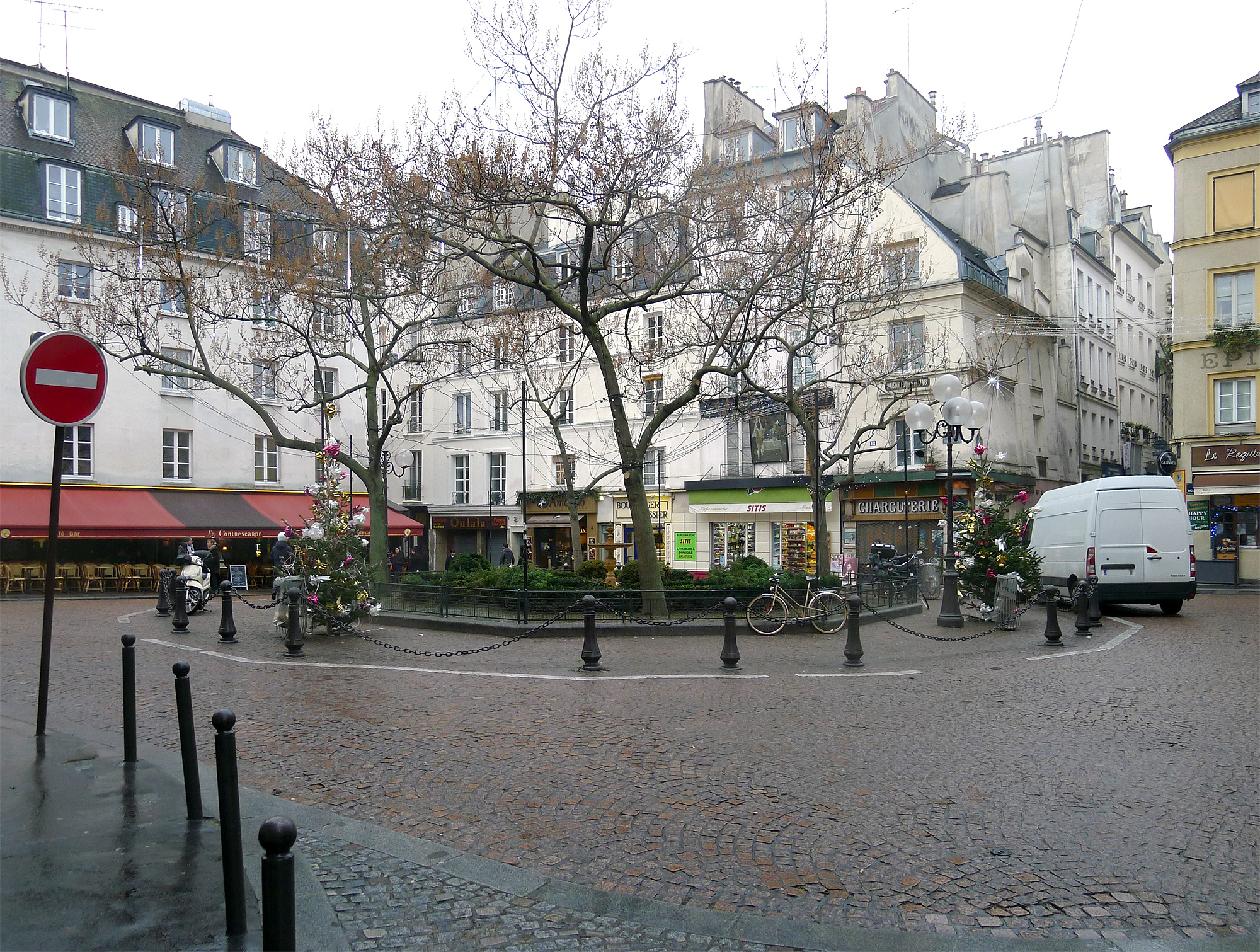
La place de la Contrescarpe à Paris, lieu des faits allégués.

Alexandre Benalla, chargé de mission à l'Élysée et à ce titre coordinateur des déplacements officiels et privés du président de la République, reçoit, d'après Le Monde, un SMS, le 26 mars 2018, du contrôleur général Laurent Simonin, chef-adjoint de l'état-major de la Direction de l'ordre public et de la circulation (DOPC) de la préfecture de police indiquant : « Le premier mai verra se dérouler une manifestation importante avec un black bloc en tête de cortège […] Je te propose de participer sur le terrain au service avec une des unités d’intervention en tant qu’observateur […] Tu m’avais indiqué être intéressé […] Il faudrait juste que tu préviennes Yann Drouet de ta venue pour que le préfet de police soit au courant ». Selon le rapport de l'IGPN, Alexandre Benalla a « évoqué son souhait d'assister à un service d'ordre à l'occasion d'un évènement de voie publique de grande ampleur, à Paris auprès de M. Gibelin, directeur de l’ordre public et de la circulation, et M. Simonin chef d’état-major adjoint ».
D'après ces échanges de SMS, Laurent Simonin organise ensuite le prêt d'équipements de protection pour Alexandre Benalla, notamment le casque, ainsi que sa mise en contact avec son accompagnateur, le major de police Philippe Mizerski,. Selon l'IGPN, le chargé de mission de l'Élysée aurait dit disposer des autorisations nécessaires de la préfecture à Laurent Simonin, qui l'aurait cru. Celui-ci n'aurait pas vérifié auprès de sa hiérarchie, ni n'aurait prévenu cette dernière de la venue d'Alexandre Benalla le 1er mai,,.

### Place de la Contrescarpe
Le 1er mai 2018, vers 18 h, dans le 5e arrondissement de Paris, des policiers d'une compagnie républicaine de sécurité se retirent de la place de la Contrescarpe, accompagnés d'Alexandre Benalla et Vincent Crase (chargé de sécurité à LREM, occasionnellement réserviste de la Gendarmerie), encadrés par le major Philippe Mizerski, attaché à la Direction de l'ordre public et de la circulation (DOPC) de la Préfecture de police de Paris. Alexandre Benalla est équipé d’un casque à visière des forces de l'ordre, et dans un premier temps d'un brassard de police. Selon l'Inspection générale de la Police nationale (IGPN), « sont rassemblées sur la place entre 60 et 80 personnes pour un « apéro post manifestation », et parmi lesquelles sont identifiés certains des membres du black bloc qui avaient commis des dégradations sur le boulevard de l'Hôpital plus tôt dans l’après-midi ». Le rassemblement est organisé notamment par le site Paris-luttes et le Comité d'action inter lycéen et les collectifs interfacs,, et est relayé par le syndicat étudiant UNEF et par La France insoumise. Des incidents faisant intervenir les forces de l'ordre sont signalés sur la place à partir de 12 h 40. Peu avant 20 h, un jeune couple, un homme et une femme, selon leur avocat « des passants qui venaient prendre un verre et assister à une manifestation et voulaient voir à quoi ressemblait une charge de CRS », s'en prennent aux forces de l'ordre,, : l'homme leur lance une carafe d’eau, puis dans le récit de leur avocat, la femme leur lance un objet dont elle dit ne pas se rappeler ce que c'est, puis elle leur adresse un bras d'honneur. Alexandre Benalla livre au Monde une version sensiblement différente : « La fille essaie de saisir une table, elle n’y arrive pas, elle jette une chaise. Son copain se met au milieu de la place, il jette une bouteille, qui arrive sur la tête d’un CRS. Elle reprend des bouteilles, ça arrive sur l’épaule d’un CRS, elle fait des bras d’honneur… On les voit sur la vidéo, elle est hystérique et lui aussi ».
Vincent Crase désigne le couple à Alexandre Benalla. Avec l'aide des CRS, celui-ci attrape la femme, et l'entraîne en la maintenant par le cou dans une rue et la contraint, en pratiquant un balayage, et aidé par Philippe Mizerski, à s'asseoir sur le trottoir. Pour l'IGPN : « Alexandre Benalla, se détache alors, poussant énergiquement une jeune femme. Il la tient ainsi qu’y procèdent [sic] traditionnellement les policiers interpellateurs sans lui porter de coups ». Pendant ce temps, Vincent Crase, assisté des CRS, maîtrise l'homme qui est ensuite frappé par des CRS, traîné au sol, puis immobilisé aux pieds de Vincent Crase. Revenu sur la place, cette fois sans brassard de police, Alexandre Benalla le relève, et s'en prend à lui avec force par des gestes violents différemment interprétés : « coups de poing », « de pied » ou « coups d'immobilisation » selon les médias ou témoins,,,,,,. Selon Alexandre Benalla lors d'une interview sur TF1 le 28 juillet, « si on est très honnête, si on regarde la vidéo, il y a des gestes qui sont vigoureux, mais il n'y a aucun coup qui est porté par moi sur le manifestant », ce dont doutent plusieurs observateurs,,,.
Dans son rapport d'enquête, l'IGPN indique voir « un jeune homme tiré par les CRS, qui l’empoignent par les pieds et les bras et le maintiennent au sol. L’homme identifié comme étant Alexandre Benalla accourt et empoigne très vivement l’individu qui tente de résister. Alexandre Benalla cherche à le tirer sur le côté en adoptant un geste d’étranglement arrière. Il l’agrippe par son blouson et porte la paume ouverte de sa main sur sa tête afin de le maîtriser, l’homme se maintenant au sol ».
Pendant toute cette séquence, le major Philippe Mizerski est resté passif,. D'après le rapport de l'IGPN, il n'a pas osé intervenir car il « ne concevait de faire la moindre observation à celui qui était, à ses yeux, un personnage de première importance ». Pour la même raison, il s'est « gardé de faire la moindre remarque » à Alexandre Benalla concernant son brassard de police,,.
Un peu plus tard, une unité de CRS procède à l'interpellation du couple, apparemment à la demande d'Alexandre Benalla, menant l'homme à subir des coups par plusieurs CRS,,. Le couple est finalement remis à la Brigade d'information de la voie publique (BIVP) et dirigé vers le poste de police de la rue de l'Évangile.
Des affrontements violents entre manifestants et policiers se poursuivent dans le 5e arrondissement de Paris jusqu'à environ 23 h, avec la présence de black blocs.

### Jardin des plantes
Les faits reprochés à Alexandre Benalla et Vincent Crase au Jardin des plantes de Paris le 1er mai, aux environs de 16 h, ne sont évoqués qu'à partir du 27 juillet 2018.
Tandis qu'un groupe de manifestants enclenche le mouvement de quitter le défilé principal par une allée du jardin, trois personnes apparaissent devant eux, de face. Parmi eux, se trouve Vincent Crase, qui arrête leur progression et leur indique une direction avec sa main. Alexandre Benalla et Philippe Mizerski se tiennent derrière lui. Une jeune femme du groupe est prise à partie et crie soudainement. Deux manifestants affirment le 28 juillet que des violences sont commises à ce moment et annoncent alors qu'ils portent plainte,. Cette scène serait en rapport avec une seconde, qui se déroule quelques instants plus tard, filmée par une tierce personne. Plusieurs CRS en formation avancent en ligne sur une grande allée ensablée : dans leurs rangs, se trouvent deux hommes identifiés comme Alexandre Benalla et Vincent Crase. Ces deux hommes tiennent par les bras une troisième personne, qu'ils encadrent et restreignent dans ses mouvements. Une autre photographie publiée le 1er août montre la même scène où Vincent Crase, accompagné de Philippe Mizerski et Alexandre Benalla, agrippe un manifestant qui crie. Selon l'auteur de la photo, tandis que des casseurs jettent des projectiles par-dessus les grilles du jardin, un policier désigne un jeune homme aux gants rouges et lance « il nous a caillassés, lui ! ». Il est alors saisi par Vincent Crase et Alexandre Benalla. Le photographe affirme que c'est ce dernier qui fait une clé de bras au manifestant pour le maîtriser.

### Vidéos

#### Avant la révélation médiatique de l'affaire
Le journaliste Taha Bouhafs assiste à la scène, la filme et diffuse le jour même cette vidéo sur les réseaux sociaux,,. Elle est alors visionnée quelques dizaines de milliers de fois. Il publie ensuite le 2 mai des photographies d'Alexandre Benalla dans d'autres manifestations en émettant l'hypothèse qu'il s'agit d'un policier. On voit sur la vidéo des CRS qui maintiennent au sol un jeune homme. Vincent Crase est à côté d'eux. Alexandre Benalla arrive alors dans le champ de la vidéo, il relève le jeune homme et le frappe « à plusieurs reprises »,,,,,,,,. Son pied heurte le ventre du manifestant (ou le thorax, selon certains médias) sans qu'il soit possible, selon Europe 1, de déterminer si cela est volontaire,, (sur ces images ni brassard ni talkie-walkie ne sont visibles). C'est cette vidéo dont les services de l'État ont connaissance les 1er et 2 mai. Cette vidéo est alors peu relayée par les médias. Elle est toutefois transmise par voie anonyme le 3 mai, à 2 h 13, sur une plateforme de signalement de l'IGPN. Elle est visionnée par trois agents du service d'inspection, lesquels ne jugent cependant pas nécessaire d'y donner suite. Selon Éric Morvan, directeur général de la Police nationale, cette vidéo est prise sous un angle ne permettant pas de mettre en évidence des violences avérées. Pour la directrice de l'IGPN, Marie-France Monéger-Guyimarc'h, la vidéo ne fait pas apparaître de violences illégitimes (bien qu'il soit noté des gestes « mal maîtrisés »), partant de l'hypothèse que les actes sont effectués par un représentant des forces de l'ordre - ce que n'est pas Alexandre Benalla.

#### Après la révélation de l'affaire
Le 19 juillet 2018, au lendemain des révélations du Monde, le parquet ouvre une enquête préliminaire pour « violences par personne chargée d'une mission de service public », « usurpation de fonctions » et « usurpation de signes réservés à l'autorité publique ». Alexandre Benalla est peu après placé en garde à vue et mis en examen, notamment pour « violences en réunion », « immixtion dans l’exercice d’une fonction publique en accomplissant des actes réservés à l’autorité publique » et « recel de détournement d’images issues d’un système de vidéo protection ». Une procédure de licenciement est également exécutée par l’Élysée contre lui. Trois officiers de police, soupçonnés d'avoir transmis illégalement des images de vidéosurveillance à Alexandre Benalla, sont dans le même temps suspendus, puis mis en examen.
D'autres vidéos de la scène de la place de la Contrescarpe sont publiées après le déclenchement de l'affaire, fin juillet 2018. Une seconde vidéo, d'un autre militant de La France insoumise, Nicolas Lescaut, est postée le 1er mai. Ce film n'est cependant connu des médias et des autorités que le 19 juillet et présente la même scène où les deux personnes sont frappées, sous un autre angle de vue. Une troisième vidéo montre notamment la scène où Alexandre Benalla emmène une femme, en fait compagne du jeune homme agressé dans les premières images, qu'il force à s'asseoir par terre avec l'aide d'un autre homme ; cette nouvelle vidéo est diffusée le 19 juillet 2018,. Une quatrième vidéo montre Alexandre Benalla en prise avec le jeune homme sous un autre angle et, selon France Info, lui « asséner un violent coup de pied sur le thorax ».
Par la suite, des vidéos montrant ce qui suit ou précède la scène où Alexandre Benalla intervient sont dévoilées. Ainsi, une cinquième vidéo publiée le 21 juillet 2018 par Mediapart complète la troisième vidéo. Dans celle-ci, on voit le jeune homme, un moment après son interpellation par Benalla, subir des coups de la part de CRS. Le 23 juillet, Libération publie une sixième vidéo, montrant les évènements antérieurs à l'interpellation, où l'on peut apercevoir le couple en question procédant aux jets de deux objets et à un bras d'honneur en direction des CRS, contexte invoqué par Alexandre Benalla pour justifier son intervention,. On y aperçoit aussi Philippe Mizerski, en retrait et détaché de son rôle d'encadrement d'Alexandre Benalla et de Vincent Crase.
Libération publie une autre vidéo, le 27 juillet, montrant Alexandre Benalla et Vincent Crase accompagnés de Philippe Mizerski au niveau du Jardin des plantes, situé dans le 5e arrondissement de Paris. Elle date de l'après-midi donc plusieurs heures avant les incidents filmés de la Contrescarpe. Cette vidéo montre un groupe de manifestants qui tente de quitter le défilé principal par une allée du jardin. Vincent Crase, filmé de face, indique au groupe une direction par sa main. Une jeune femme est ensuite entendue, criant fort, et les images deviennent floues. D'après ses déclarations, la vidéo aurait été supprimée par un fonctionnaire mais la jeune femme aurait pu la récupérer sur la carte mémoire à l'aide d'un logiciel dédié,. Deux manifestants, qui ont porté plainte, affirment que des violences ont été commises,, et le journal Libération estime que cet évènement démontre qu'Alexandre Benalla et Vincent Crase se sont comportés comme des policiers avant la scène de la Contrescarpe. Selon l'avocat d'Alexandre Benalla, celui-ci « ne fait strictement rien à cet endroit et sur personne ».
Le 30 juillet, France Info et Mediapart publient conjointement une vidéo faite, elle aussi, au Jardin des plantes durant l'après-midi. Plusieurs CRS se trouvent en formation et longent en ligne une grande allée ensablée, sous les yeux de plusieurs dizaines de témoins, pour la plupart des manifestants qui ont quitté le cortège. Deux hommes, l'un massif avec une capuche blanche rabattue sur la tête, l'autre plus chétif, tiennent à bout de bras une troisième personne qu'ils encadrent et limitent dans sa locomotion. Ces deux hommes « ressemblent fortement à Alexandre Benalla et Vincent Crase » d'après leurs vêtements, carrures et positionnement avec les CRS. En effet, des photos prises à la Contrescarpe sont présentées à la suite de la vidéo et permettent de les reconnaître.

##### Divulgation d'images de vidéosurveillance
Lors de son entretien du 26 juillet 2018 au Monde, Alexandre Benalla explique qu'après le début de l'affaire, le 18 juillet, une personne lui remet un CD contenant des images de vidéosurveillance montrant les évènements du 1er mai, estimant que ces images pouvaient « l'aider pour se défendre ». Alexandre Benalla affirme avoir remis ce CD à un « conseiller communication » de l'Élysée. D'après une enquête de BFM TV, il s'agit d'Ismaël Emelien, conseiller politique d'Emmanuel Macron. Selon la version de l'Élysée, le chef du cabinet présidentiel Patrick Strzoda a alors des doutes sur l'origine de l'enregistrement et le fait parvenir à la préfecture. Il est alors établi qu'il est illégal qu'Alexandre Benalla soit entré en possession de ces images. Toujours selon la version de l'Élysée, ce dernier fait alors l'objet d'une procédure de licenciement par Patrick Strzoda. De plus, un signalement est effectué auprès de la justice.
Dans la nuit du 18 au 19 juillet, des captures d'écran de la vidéo surveillance (donc des images dont la détention ou le partage sont illégaux) sont diffusées par des comptes Twitter soutiens d'Emmanuel Macron, notamment celles où on voit les manifestants qui seront molestés par Alexandre Benalla jeter des projectiles en direction des CRS. Le 29 mars 2019, Le Monde révèle que l'Élysée serait à l'origine de ce montage, qu'il aurait fait diffuser sur Twitter via le pôle e-influence de La République en marche.
En plus du transfert illicite de ces vidéos à Alexandre Benalla, l'affaire révèle des pratiques illégales de la police en matière de vidéosurveillance, comme la durée de conservation des vidéos. Mais la CNIL n'a pas de moyens de prendre des sanctions, et les comités éthiques mis en place ne sont pas compétents en la matière.

### Violation du contrôle judiciaire et contrat russe
L'affaire Benalla rebondit le 31 janvier 2019, lorsqu'un article de Fabrice Arfi et deux autres journalistes du site Mediapart est publié avec plusieurs enregistrements audio qui révèlent qu'Alexandre Benalla et son ami Vincent Crase ont noué des relations d’affaires — notamment avec un oligarque russe, l’homme d’affaires Iskandar Makhmudov, soupçonné d’entretenir des liens avec le crime organisé — alors qu’ils sont encore en poste à l'Élysée et chez LREM. Le contrat prévoit notamment la protection des biens immobiliers en France de l’oligarque, et de sa famille à Monaco. Selon Mediapart, les enregistrements d'une conversation entre les deux hommes tenue le 26 juillet 2018, quelques jours après leur mise en examen, montrent qu'Alexandre Benalla et Vincent Crase violent le contrôle judiciaire qui leur interdisait « tout contact ». 
Dans ces enregistrements, Benalla revendique le soutien total du président de la République et envisage de détruire des preuves dans le cadre de l'enquête qui les vise, Crase et lui,,. Le 1er décembre 2020, la Cour de cassation refuse d'invalider ces enregistrements.

### Perquisition chezMediapartet protestation des sociétés de journalistes
Après la publication de l'enquête de Mediapart, et à la suite d'un courrier informatif envoyé par le cabinet du premier ministre au procureur de la République de Paris, mentionnant qu'un journaliste de Valeurs actuelles l'a questionné sur des rumeurs, le procureur déclenche une enquête préliminaire sur Mediapart pour « atteinte à la vie privée » et « détention illicite » de dispositifs d'écoute. Le 4 février 2019, le procureur lance une perquisition dans les locaux du journal, afin de saisir les enregistrements publiés la semaine précédente par Mediapart. Mais la perquisition n'a pas lieu, les dirigeants de Mediapart s'y opposant comme le leur permet la loi lorsqu'il s'agit d'une enquête préliminaire. Dans une conférence de presse conjointe avec les trois auteurs de l'enquête et Reporters sans frontières, Edwy Plenel, fondateur de Mediapart, estime que les autorités s'attaquent au principe déontologique de protection des sources d'information des journalistes. Les sociétés de journalistes de la quasi-totalité des grands médias français, rédigent au même moment une tribune libre commune pour estimer que cette tentative de perquisition « constitue une tentative particulièrement inquiétante d'attenter au secret de leurs sources »,. Cette tentative de perquisition est également unanimement dénoncée par l'opposition. En juillet 2022, l'État est condamné pour cette tentative de perquisition, le tribunal de Nanterre estimant qu'elle n'était « ni nécessaire dans une société démocratique, ni proportionnée à l’objectif poursuivi » et qu'elle a porté atteinte à la liberté d’expression et au secret des sources,.
La précédente tentative de perquisition dans un média français remonte au 11 mai 2007 : effectuée au Canard enchaîné, elle est opérée cette fois non pas par le procureur mais par deux juges d'instruction indépendants chargés de l'affaire Clearstream.

### Convocations de journalistes
En février 2019, le journal Libération affirme qu'un ami de Benalla, Chokri Wakrim, en couple avec Marie-Élodie Poitout, alors cheffe de la sécurité du Premier ministre, est la personne ayant déplacé le coffre-fort de Benalla peu avant une perquisition, ce que Chokri Wakrim dément. Par ailleurs, il est convoqué comme témoin dans le cadre de l'enquête concernant la conversation diffusée par Mediapart. Selon Marie-Élodie Poitout, Chokri Wakrim est présent chez elle ainsi qu'Alexandre Benalla le jour où la conversation est enregistrée. D'après Libération, Chokri Wakrim est impliqué dans un contrat de sécurité des propriétés de l'oligarque russe Iskandar Makhmudov, contrat qui est signé par une société gérée à l'époque par Vincent Crase.
La journaliste Ariane Chemin dresse le profil de l'individu dans l'un de ses articles, ce qui a pour conséquence l'ouverture d'une enquête pour « révélation de l'identité d'un membre des unités des forces spéciales » à la suite d'un dépôt de plainte de Chokri Wakrim déposé mi-avril. Dans le cadre de la procédure, Ariane Chemin ainsi que le président du directoire du journal Le Monde sont convoqués par la DGSI.
En réponse à ces convocations ainsi que d'autres touchant des journalistes de Disclose dans une autre affaire, la porte-parole du gouvernement Sibeth Ndiaye défend « l'attachement de ce gouvernement à la liberté de la presse », mais rappelle que « nul justiciable en France n'est en dehors de la loi » et refuse de commenter ce cas précis en raison de l'existence d'une instruction judiciaire. Ces multiples auditions libres ayant pour but d'identifier des sources suscitent de nombreuses inquiétudes : un collectif d'une quarantaine de sociétés des journalistes dénonce ces convocations et déclare que « le secret-défense ne saurait être opposé au droit à l'information, indispensable à un débat public digne de ce nom, ni servir d'épée de Damoclès pour dissuader les journalistes d'enquêter ».
En octobre 2019, Alexandre Benalla annonce porter plainte pour dénonciation calomnieuse contre l'association Anticor en réplique à l'action lancée contre lui en juin 2019 devant le parquet national financier pour « corruption, corruption passive, blanchiment et entrave à la justice » alors qu'il soutient n'avoir été en contact avec aucun acteur majeur des négociations avec l'oligarque russe Makhmudov.
Par ailleurs, en août 2024, un non-lieu dans l'enquête portant sur une possible dissimulation de preuves qu'aurait constituée la disparition de coffres-forts, est rendue par un juge d'instruction de Paris.

## Conditions du déclenchement de l'affaire
Cette dénonciation de ce qui s'apparente à des violences policières ne trouve aucun écho dans la presse jusqu'au 18 juillet 2018, où l’affaire médiatique éclate lorsque Ariane Chemin en une du Monde révèle que l'homme à la visière, jusque-là non identifié, et qui a brutalisé le couple, est Alexandre Benalla, chargé de mission au sein du cabinet du chef de l’État. On apprend également qu'il est accompagné par Vincent Crase, salarié de LREM, gendarme réserviste (chef d'escadron) et collaborateur occasionnel de l'Élysée, équipés comme s'ils étaient des policiers en civil. Tous deux sont encadrés par un troisième homme, identifié comme étant Philippe Mizerski, membre de l'état-major de la Direction de l'ordre public et de la circulation et chargé de l'encadrement des deux hommes, couverts et entourés par les CRS.

## Controverses dérivées de l'affaire sur les fonctions d'Alexandre Benalla

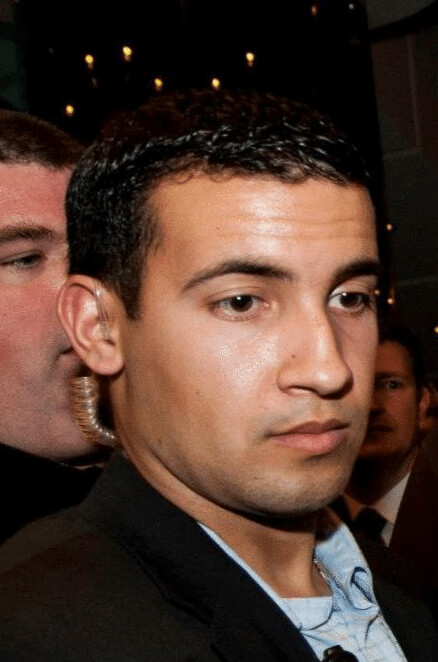
Alexandre Benalla en 2013.

L'affaire se développe également autour de plusieurs controverses concernant Alexandre Benalla, son passé, ses fonctions et prérogatives à l'Élysée.

### Comportement durant la campagne d'Emmanuel Macron
Des témoignages concernant des événements antérieurs à l'affaire, et portant sur le comportement d'Alexandre Benalla dans le cadre de ses fonctions, sont rapportés par la presse et contribuent à alimenter l'affaire.
Les faits reprochés portent notamment sur la période de la campagne présidentielle. Emmanuel Macron quitte Bercy le 30 août 2016. Avant l'annonce de sa candidature à l'élection présidentielle de 2017, le 16 novembre 2016, il ne dispose pas de protection rapprochée officielle. Alexandre Benalla se rapproche d'Emmanuel Macron à ce moment, et intervient bénévolement pour En marche.
Le Canard enchaîné rapporte une altercation entre Alexandre Benalla et le service de sécurité du quartier général de campagne d'En marche. Selon l'hebdomadaire, Benalla insulte le 24 novembre 2016 un agent de sécurité qui filtre l'accès de l'entrée réservée à Emmanuel Macron, puis menace le gérant de l'immeuble Gilles de Laclause, qui a dans ses responsabilités la sécurité du site, affirmant qu'il travaille comme « chef de cabinet au service du Premier ministre » et possède un port d'armes. Toujours d'après ce témoignage, le gérant appelle une patrouille de police secours, mais, à son arrivée, Alexandre Benalla est parti. Gilles de Laclause, qui déclare avoir eu deux altercations avec Alexandre Benalla, précise qu'il ne porte pas plainte mais qu'il demande par courriel à Ludovic Chaker, alors secrétaire général d'En marche, d'interdire à Alexandre Benalla l'accès du bâtiment. Selon Ludovic Chaker, il s'agissait d'un simple malentendu, que les deux hommes ont réglé à l'amiable, une conciliation dont Gilles de Laclause dit ne pas avoir souvenir. Gilles de Laclause affirme ne pas être surpris par le comportement d'Alexandre Benalla place de la Contrescarpe : il décrit ce dernier comme un « sanguin »,,.
Selon des témoins, Alexandre Benalla circule armé en novembre 2016. D'après des courriels de l'équipe de campagne extraits du piratage d'ordinateurs entre les deux tours de l'élection présidentielle, Alexandre Benalla a reçu l'autorisation de porter une arme, mais seulement dans le quartier général d'Emmanuel Macron,.
Le 5 décembre 2016, Alexandre Benalla est engagé comme responsable sécurité d'En marche, et se charge de protéger le candidat Macron lors des meetings et autres déplacements de campagne,,. Pendant cette campagne, il s'entoure d'un groupe, surnommé la « bande d'Alexandre » et comprenant Christian Guédon, Pierre-Yves Baratier et Vincent Crase. D'après Le Monde, ce groupe forme une « équipe soudée qui ne quitte jamais le sillage » du candidat. D'après Le Figaro, Alexandre Benalla et Vincent Crase veulent sécuriser le quartier général de campagne d'Emmanuel Macron. Selon les MacronLeaks, des emails piratés, ils font faire un devis pour équiper le service d'ordre avec « un véritable attirail policier », pour un montant de 3 160 euros, : deux pistolets lanceurs de petites balles en caoutchouc, des bombes au poivre, cinq boucliers anti-émeute, des équipements pare-balles en kevlar et un kit flash-ball. La commande est bloquée par leur hiérarchie,.
D'après Le Parisien, Alexandre Benalla est accusé de plusieurs violences, notamment par des photographes de la chaîne Public Sénat et de l'AFP. Concernant un déplacement d'Emmanuel Macron dans une école le 23 mars 2017, Éric Feferberg déclare : « Il m'avait menacé parce que je voulais choisir un angle à moi, et pas le sien. Il me disait je vais te faire virer »,. La chaîne Public Sénat parle d’une « intervention musclée » d'Alexandre Benalla lors d’un meeting d’Emmanuel Macron à Caen, le 4 mars 2017, où il a selon la chaîne ceinturé un journaliste et lui a arraché son accréditation presse,,. Dans une vidéo diffusée par BuzzFeed, un jeune militant communiste est sorti manu militari par Alexandre Benalla de l'atelier automobile où se déroule la déclaration de candidature d'Emmanuel Macron le 16 novembre 2016. Le militant accuse Alexandre Benalla de l'avoir ensuite frappé dans un couloir,. Selon Le Monde, le 15 mars 2017, à l'occasion d'un déplacement d'Emmanuel Macron à Tours, Alexandre Benalla se montre vindicatif vis-à-vis d'un commissaire de police qui n'a pas libéré le passage assez vite,.

### Fonctions à l'Élysée
Après la victoire d’Emmanuel Macron en 2017, Alexandre Benalla intègre l'Élysée en qualité de chargé de mission dans le cabinet présidentiel dirigé par le préfet Patrick Strzoda, devient l'un des dix adjoints du chef de cabinet François-Xavier Lauch, où il joue un rôle de coordination entre les différents services chargés de la sécurité du président. Selon Le Monde, Benalla traite « d’égal à égal » avec les hommes du GSPR (policiers et gendarmes). Selon Le Journal du dimanche, lorsque ceux qui croisent Benalla à l'Élysée l'interrogent, il répond : « C'est moi qui gère toute la sécurité privée », et un familier des lieux le décrit comme « un cow-boy, un shérif ». Selon l'Élysée, Alexandre Benalla s'occupe de faire l'interface entre le cabinet présidentiel et différents services de sécurité. D'après Le Parisien, ce poste n'a jamais existé auparavant, et le journal qualifie Benalla de « chargé de mission pas tout à fait comme les autres, omniprésent lors des déplacements du président, y compris lors des visites privées ». Selon 20 Minutes, Alexandre Benalla est « toujours placé au plus près du président, parfois plus proche encore que les fonctionnaires chargés de sa sécurité ». Jean-Pierre Diot, ancien garde du corps de Nicolas Sarkozy, estime que le positionnement d'Alexandre Benalla visible sur des photographies proche du président est celui « d’un membre du GSPR chargé d’évacuer le président en cas de crise ». D'après le porte-parole du gouvernement, Benalla « est présent physiquement mais c'est la police et la gendarmerie qui assurent depuis le premier jour de la présence d'Emmanuel Macron à l'Élysée sa sécurité » ; selon lui, Alexandre Benalla « participe au dispositif mais il n'en assure pas la responsabilité ». Lors de leurs auditions devant le Sénat, le général Éric Bio-Farina, qui s'occupe de la sécurité du président, et le chef de cabinet François-Xavier Lauch, qui a recruté Alexandre Benalla, font des déclarations qui rejoignent celles du porte-parole du gouvernement. Le directeur de cabinet, Patrick Strzoda, affirme, lors de son audition sous serment à la commission des Lois du Sénat, qu'une autre chargée de mission, adjointe au chef de cabinet, est elle aussi chargée des déplacements de la présidence. C'est également ce que déclare le colonel Lionel Lavergne à cette même commission.
D'après Le Point, en juin 2017, Alexandre Benalla constitue au sein du GSPR un groupe chargé de protéger les sorties privées du président, lorsqu'il va au restaurant par exemple. Selon l'hebdomadaire, cette équipe « parallèle », dirigée par Benalla, est composée de 10 policiers et quatre gendarmes. D'après Le Parisien, l'information est « confirmée par un syndicat de police qui raconte avoir été directement contacté par Benalla à propos de la création de ce petit détachement ». Ainsi, lors de son audition devant le Sénat, Yves Lefebvre, secrétaire général du syndicat de la Police nationale Unité SGP Police-Force Ouvrière, déclare tenir de sources sûres qu'il « semblerait manifestement qu’au sein du groupe de sécurité de la présidence de la République (GSPR), nous avions un groupe de personnels hors police et hors gendarmerie, (…) qui étaient des civils, des privés », et il ajoute : « ces gens-là n'ont aucune habilitation, ce ne sont ni plus ni moins que des vigiles qui étaient employés manifestement par Monsieur Benalla, dans le cadre de la protection de la présidence de la République »,,. Selon Europe 1 et l'AFP, les déclarations du commissaire Maxence Creusat lors de sa garde à vue, mis en examen dans l'affaire Benalla avec deux autres policiers, offrent une version différente de celle du secrétaire général de l'Élysée. Dans le cadre de sa défense devant les policiers, le commissaire Creusat affirme notamment : « Pour nous, Monsieur Benalla [représentait] Emmanuel Macron pour tous les sujets de sécurité » et il donne des exemples précis où le président de la République faisait part de ses volontés en matière de sécurité en appelant directement Alexandre Benalla au téléphone alors que ce dernier se trouve avec les chefs de la DOPC et du GSPR sur un service d'ordre,. À l'inverse, lors de son audition devant la commission d'enquête parlementaire, le colonel Lionel Lavergne, chef du GSPR, donne une version qui contredit en tout point cette affirmation. Il insiste sur le fait que « M. Benalla n'a joué aucun rôle dans le recrutement et la composition du GSPR ». Il déclare également qu'« il n’y a pas d'officine ou de police parallèle à l'Élysée » ; selon lui, Alexandre Benalla n'avait « aucune autorité sur les services de sécurité », « n'occupait aucune fonction de protection du président de la République », « ne dirigeait pas le GSPR et ne se substituait pas non plus au préfet », et son oreillette, visible lorsqu'il est proche du président, ne lui permet pas d'accéder aux fréquences du GSPR. Son rôle, selon le colonel, était celui de « chef d'orchestre, sous l'autorité du chef de cabinet » pour l'organisation des déplacements présidentiels, et il précise que le chargé de mission était « quelqu'un de contrôlé, il est dévoué, disponible, réactif, opérationnel dans son métier d’organisation. Nous entretenons d'excellentes relations sur le plan humain ». Lors de son audition sous serment, le secrétaire général de l’Élysée, Alexis Kohler, affirme également qu'il n'existe pas de police parallèle, et qu'Alexandre Benalla « n'a jamais été en charge de la protection du président de la République ».
Le chef du GSPR, Lionel Lavergne, évoque lors de son audition un projet de réorganisation de la sécurité du président de la République. Il indique que ce projet porte sur le rapprochement du GSPR, chargé de la sécurité à l'extérieur du palais de l'Élysée, et le commandement, chargé de l'intérieur, mais il précise que « cette réorganisation, pilotée par le général Eric Bio-Farina et dont je suis le copilote, n'a absolument pas pour but de créer une officine privée de garde prétorienne. Le but n'est pas de faire une fusion mais de créer une synergie entre les services. Elle s'inscrit dans une transformation plus globale des services de la présidence afin d'avoir une plus grande lisibilité et une plus grande sincérité sur le plan budgétaire ». Il confirme également qu'Alexandre Benalla a participé à des groupes de travail sur cette réorganisation. D'après Le Monde, cette réorganisation de la sécurité du président aurait mis le GSPR sous autorité unique de l'Élysée, alors que jusqu'à présent le GSPR, même s'il bénéficiait d'une relative autonomie, était rattaché à la police nationale. Pour Frédéric Le Louette, président de GendXXI, association professionnelle de défense des intérêts des gendarmes, cette réorganisation n'est pas anodine, car elle « signifie que la protection du président pourrait se faire en dehors du tout contrôle. L’Élysée aurait la possibilité de confier à des gens sans aucune formation sérieuse, comme Alexandre Benalla, la direction des opérations, sans que personne puisse intervenir ». L'Humanité affirme que l'existence de ce projet de réorganisation explique « les allusions, dès les premières révélations de l’affaire Benalla, à une forme de « police parallèle », en préparation ou en cours (au vu du comportement de l’homme sur les vidéos), qui serait au-dessus des forces de police ». Lionel Lavergne affirme sous serment lors de son audition que ce projet de réorganisation et de mise en commun de certaines ressources est au contraire perçu très favorablement par la Cour des comptes et permet une plus grande transparence des dépenses de l'Élysée en matière de sécurité.
D'après Le Monde, lors de ses auditions par la justice, Alexandre Benalla assure « qu’il était chargé de l’ensemble du plan de réorganisation des services de sécurité de l’Élysée, décidé par le chef de l’État sur une proposition qu’il avait lui-même formulée ».
Alexandre Benalla est initié franc-maçon au sein de la Grande Loge nationale française en janvier 2017. Ayant peu fréquenté sa loge (« Les Chevaliers de l'Espérance »), il en est suspendu à titre conservatoire le 24 juillet 2018.

### Grade militaire
En 2017, il est radié à sa demande de la réserve opérationnelle, où il n’aurait plus eu de mission depuis 2015. Il est alors intégré dans le vivier des spécialistes de la réserve citoyenne avec le grade de lieutenant-colonel afin d'apporter un éclairage sur la fonction protection. C'est donc sur proposition du directeur général de la Gendarmerie nationale, Richard Lizurey, qu'il est nommé en 2017 lieutenant-colonel de la réserve citoyenne,,. 
Richard Lizurey indique rencontrer Alexandre Benalla lors d'un déplacement en avion dans le cadre de leurs fonctions respectives et, compte tenu de l'expérience du chargé de mission, songe à l'intégrer dans la réserve en tant qu'expert. Le général Lizurey précise n'avoir à aucun moment été en contact avec l'Élysée pour ce recrutement. Il souhaite alors faire participer Alexandre Benalla à des réflexions sur les améliorations à apporter dans la Gendarmerie aux questions de protection des personnes, le grade provisoire de lieutenant-colonel étant justifié par le fait qu'Alexandre Benalla a dans le cadre de sa fonction pour interlocuteurs des hauts gradés. Selon une note interne de la Gendarmerie, son grade de lieutenant-colonel n'est que temporaire puisqu'il est lié à une mission définie et ne confère aucune prérogative de commandement, bien qu'il ne s'agisse pas d'un titre honorifique. 
Selon Richard Lizurey, pour des raisons d'emploi du temps, Alexandre Benalla n'a pas eu de mission en tant que réserviste depuis son intégration en 2017.

### Moyens et habilitations à l'Élysée
Alexandre Benalla se voit accorder de nombreux privilèges, parfois sans justification apparente : port d'arme professionnelle, logement de service, badge d'accès à l'Assemblée nationale, téléphone ultra-sécurisé Teorem, passeports diplomatiques, voiture de service avec pare-soleil « police », phares spécifiques et autorisations spéciales,,,,,,.

#### Salaire et avantages en nature
Le salaire mensuel d'Alexandre Benalla, dévoilé par la publication de sa fiche de paie, est de 7 113 euros bruts,, soit 6 000 euros net. Selon Alexandre Benalla ainsi que d'autres responsables du cabinet de l'Élysée, ce montant est identique à celui des autres chargés de mission de l'Élysée, et représente le plus bas des rémunérations au cabinet de l'Élysée. Il contredit les affirmations de la presse, qui a évoqué dans un premier temps un salaire de 10 000 euros.
Alexandre Benalla dispose d'une voiture de service avec pare-soleil « police », phares spécifiques et autorisations spéciales,,. Selon Patrick Strzoda lors de son audition sous serment, cette voiture, ainsi que d'autres voitures de service de la chefferie de cabinet du président, est équipée par les garages de l'Élysée. Cet usage est justifié, selon la hiérarchie d'Alexandre Benalla, par le fait que son véhicule fait parfois partie du convoi présidentiel.
Contredisant les premières affirmations de la presse sur une installation d'Alexandre Benalla le 9 juillet 2018 au palais de l'Alma (dépendance du palais de l'Élysée sise quai Branly,) et la programmation de travaux d'agrandissement à 200 m2 pour un montant de 180 000 euros, les auditions des responsables du cabinet de l'Élysée décrivent le déroulement suivant : une demande d'appartement quai Branly est formulée début 2018 en raison d'impératifs de disponibilité et de proximité (Alexandre Benalla indique travailler de 6 h à 23 h). Le directeur de cabinet de l'Élysée, Patrick Strzoda, déclare que l'attribution d'un logement de 70 m2 est validée avant les événements de mai, tandis que le chef de cabinet François-Xavier Lauch et le principal intéressé précisent lors de leur audition sous serment que ce logement n'a d'ailleurs finalement pas été occupé. Ils démentent également les travaux évoqués par la presse.

#### Habilitation de sécurité et badge d'accès à l'Assemblée nationale
Alexandre Benalla est titulaire d'une habilitation de sécurité de niveau Secret défense,. Selon l'Élysée, une trentaine de collaborateurs de la présidence possèdent cette habilitation et elle est indispensable à Alexandre Benalla dans le cadre de sa mission.
À la demande du directeur de cabinet du président de la République, Alexandre Benalla possède aussi, jusqu'à son limogeage, un badge d'accès à l'Assemblée nationale de niveau le plus élevé (catégorie H),,. Benalla justifie, plus tard, la demande de ce badge car « [il] aime aller à la salle de sport de l'Assemblée ». L'Assemblée nationale signale qu'un badge d'un si haut niveau n'est pas nécessaire pour y accéder. Lors de son audition à la commission des Lois du Sénat, le directeur de cabinet de l'Élysée, Patrick Strzoda, déclare qu'on lui a remonté que dans les faits, Alexandre Benalla n'a jamais accédé à l'hémicycle, et affirme que l'attribution de ce badge, validé par le président de l'Assemblée nationale, est une pratique « extrêmement courante dans les cabinets ministériels et ceux du président de la République »,,, ce que conteste Le Canard enchaîné. Il affirme enfin que cela ne constitue en rien un avantage et se justifie par la possibilité d'être au contact direct des élus pour l'organisation de déplacements de la présidence de la République,. Alexandre Benalla lors de son audition affirme que tout collaborateur du président de la République faisant la demande d'un badge se voit automatiquement délivrer un badge de catégorie H. Il déclare qu'il « n'y avait pas de demande particulière à avoir accès à toute l'Assemblée », et qu'il s'agit d'un « caprice personnel » pour accéder à la salle de sport du Palais-Bourbon.

#### Port d'arme professionnel
En 2013, 2016 et 2017 (au moment de la présidentielle), Alexandre Benalla sollicite sans succès une autorisation de port d'arme professionnel auprès du ministère de l'Intérieur,, car « il ne remplissait pas les conditions requises : l’exposition à des risques exceptionnels d’atteinte à sa vie. »
Il devient détenteur d’un permis de port d'arme professionnel lors de sa prise de fonction comme chargé de mission à l’Élysée. Mis en examen, il est contraint de remettre les armes en sa possession aux autorités judiciaires en juillet 2018. Il remet alors un fusil à pompe et trois pistolets (Glock 17, Glock 19 et Glock 26, outre l'arme de poing mise à sa disposition par l’Élysée).
Lors de son audition devant les sénateurs en septembre 2018, Alexandre Benalla affirme avoir demandé un port d'arme pour sa « sécurité personnelle », et non pas pour celle du président de la République. Il insiste sur le fait que cette autorisation n'a pas de lien avec ses fonctions à l'Élysée et qu'il s'arme en dehors de son travail. Or, selon Les Décodeurs, le port d'arme délivré par la préfecture lui permet de s'armer pendant l'exercice de ses fonctions, mais pas en dehors. Lors de sa garde à vue en juillet 2018, Alexandre Benalla a donné une autre version, affirmant qu'il est titulaire d'un port d'arme au titre de ses « fonctions » et dans l'exercice de ses « missions au palais de l'Élysée ». Devant les sénateurs, Benalla concède qu'il a pu lui arriver « trois fois en un an » de porter une arme lors des déplacements publics ou privés du président de la République. Il a également affirmé arriver et repartir de l’Élysée son « arme à la ceinture »,. Interrogé au sujet d'un éventuel port effectif d'arme par Alexandre Benalla dans ses fonctions, le colonel Lionel Lavergne, chef du GSPR, affirme n’en avoir jamais été témoin ni n'en avoir entendu parler.
Le directeur de cabinet Patrick Strzoda déclare, lors des auditions, avoir transmis la demande de port d'arme auprès de la préfecture de police en précisant : « si cette autorisation peut être accordée dans le strict respect des textes, j'y suis favorable », ce que le préfet de police de Paris Michel Delpuech confirme lors de son audition,. Il précise ne pas avoir subi de « pression » et affirme qu'il a accordé le permis dans le cadre d'un régime juridique qui concerne « les fonctionnaires et agents des administrations publiques exposés par leurs fonctions à des risques d'agression »,. Le préfet reconnaît que « les textes réglementaires disent qu'il y a un arrêté ministériel qui définit les services ou catégories de services désignant ou accueillant les fonctionnaires et agents » et que « la situation était particulière puisque l'Élysée ne figure pas dans ces catégories de services. »,, Mais « compte tenu du fait que la demande [lui] était faite en précisant bien que c'était pour ses fonctions à l'Élysée », il « assume » avoir donné l'autorisation,,.
Selon Le Point, l’autorisation de port d'arme « ne repose sur aucune base légale satisfaisante », car l'agent doit appartenir à certains services ou catégories de service. D’après le magazine, après qu'il a donné quatre armes à la justice, il reste à Alexandre Benalla « une arme en dotation qu'il doit également remettre à la justice. »

#### Passeports diplomatiques et rencontre avec le président du Tchad
La possession par Alexandre Benalla de passeports diplomatiques étonne certains médias,,,.
Un de ses deux passeports lui aurait été fourni juste après sa mise à pied de mai 2018, alors que celui-ci voit ses prérogatives limitées à des fonctions de logistique auprès du président de la République, ne prévoyant donc pas de déplacement à l'étranger. Son supérieur hiérarchique, le chef de cabinet François-Xavier Lauch, lors de son audition devant la commission du Sénat, affirme que la mission de Benalla ne concerne que les déplacements nationaux,, mais déclare que « tous les agents de la chefferie de cabinet » de l'Élysée se voient attribuer un passeport diplomatique, « car ils sont amenés à faire des réunions préparatoires à l’étranger », et qu'il en a été de même à sa connaissance pour « tous les membres des chefferies de cabinet » de l'Élysée sous les gouvernements précédents. Alexandre Benalla affirme également qu’un passeport diplomatique est attribué à tous les chargés de mission du cabinet de l'Élysée.
Au début de décembre 2018, Alexandre Benalla fait un déplacement au Tchad et rencontre le président Idriss Déby, trois semaines avant un voyage identique d'Emmanuel Macron. Selon Mediapart, il s'est alors servi d'un passeport diplomatique, censé être « resté dans le bureau » qu'il occupait à l'Élysée d'après les déclarations de l'intéressé devant la commission d'enquête du Sénat. Le ministère des Affaires étrangères affirme lui avoir demandé de restituer le document à deux reprises, en juillet et septembre 2018,. Alexandre Benalla déclare avoir rendu ses passeports en août 2018, mais qu'ils lui ont été restitués en octobre 2018,.
Le Canard enchaîné du 16 janvier 2019 indique qu'Alexandre Benalla possède en tout quatre passeports (deux diplomatiques et deux de service), qu'il a conservés pendant plusieurs mois après son licenciement par l’Élysée, ainsi qu'un téléphone Teorem classé secret-défense,. Alexandre Benalla est placé en garde à vue le 17 janvier. Il est notamment soupçonné d'avoir fait usage de faux pour obtenir l'un de ses passeports de service. Il est mis en examen le 11 février 2020 pour faux et usage de faux document administratif à la suite d’une plainte de son ancien supérieur hiérarchique, étant soupçonné d'avoir utilisé du papier à en-tête de la présidence de la République.

### Sur la poursuite supposée de sa relation avec Emmanuel Macron
Le 31 décembre 2018, dans le cadre de la polémique sur le maintien et l’utilisation de ses passeports diplomatiques, Alexandre Benalla affirme avoir continué à échanger régulièrement avec Emmanuel Macron après son licenciement, notamment lors du mouvement des Gilets jaunes. La présidence de la République parle d’un « faisceau de contrevérités », puis reconnaît deux échanges « laconiques ». D'après Le Monde, plusieurs collaborateurs d'Emmanuel Macron ont « continué à voir Alexandre Benalla après son départ de l’Élysée ».
L'enregistrement téléphonique qui daterait de fin juillet 2018 et divulgué par Mediapart début 2019 semble confirmer ces soupçons, puisqu'on y entend Alexandre Benalla déclarer lui-même à Vincent Crase « Le patron, hier soir, il m'envoie un message, il me dit « Tu vas les bouffer, t'es plus fort qu'eux, c'est pour ça que je t'avais auprès de moi » […] Ah ben il fait plus que nous soutenir, il est comme un fou ». Interrogé par Mediapart, l’Élysée aurait démenti l'existence du SMS dont parle Alexandre Benalla.

## Réactions politiques

### Réactions de l’exécutif

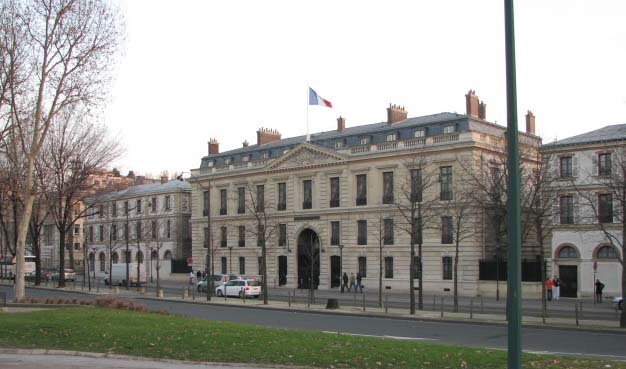
Alexandre Benalla est domicilié au palais de l'Alma à compter du 9 juillet 2018, soit une semaine et demie avant d’être placé en garde à vue.

Le 19 juillet 2018, semblant contredire les explications données par le porte-parole de l'Élysée, Bruno Roger-Petit, la ministre de la Justice, Nicole Belloubet, déclare qu'Alexandre Benalla est à cette manifestation sans autorisation. Dans l'après-midi, cette affirmation est contredite par le ministre de l'Intérieur, Gérard Collomb : Alexandre Benalla serait autorisé par la préfecture de police de Paris à assister à la manifestation en tant qu’observateur.
Le directeur de cabinet du président de la République, Patrick Strzoda, supérieur hiérarchique d'Alexandre Benalla à l’Élysée, affirme qu'il est prévenu des faits le 2 mai 2018. Après avoir vu les vidéos des violences, il a un entretien avec Alexandre Benalla. Ce dernier reconnait être l'homme mis en cause. Patrick Strzoda déclare avoir prévenu le secrétaire général de l’Élysée, Alexis Kohler, lequel prévient le président de la République, alors en déplacement en Australie, qui aurait, selon lui, réclamé des sanctions. Alexandre Benalla a alors été mis à pied pendant quinze jours.
Le 19 juillet 2018, Bruno Roger-Petit affirme que la sanction prise contre Alexandre Benalla après les faits du 1er mai est « la plus grave jamais prise contre un chargé de mission travaillant à l'Élysée ». Il ajoute que pendant ses quinze jours de mise à pied son salaire est suspendu, et que depuis mai 2018 Alexandre Benalla est démis de ses fonctions en matière d'organisation de la sécurité des déplacements du président. Plusieurs médias voient une contradiction avec le fait que plusieurs photos prouvent que celui-ci accompagnant toujours Emmanuel Macron et son épouse les 13 et 14 juillet 2018, soit quatre jours avant l’éclatement de l’affaire. Alexandre Benalla affirme qu'il n'y a pas de contradiction dans la mesure où la rétrogradation concerne les déplacements publics ou officiels du président, et que le déplacement du 14 juillet est un déplacement privé,. Certains médias[Qui ?] soutiennent également qu'Alexandre Benalla quitte le 9 juillet son appartement d’Issy-les-Moulineaux pour aller vivre au palais de l'Alma, en sus des autres éléments de rémunération qui lui sont déjà accordés,,. L'Élysée dément qu'il occupe déjà cet appartement, tandis qu'Alexandre Benalla écrit dans un document administratif y être domicilié depuis le 9 juillet. Le Point indique également qu'Alexandre Benalla devait assurer la sécurité présidentielle lors des vacances d’été 2018 du couple Macron au fort de Brégançon. De plus, lors de son audition devant le Sénat le 25 juillet 2018, Patrick Strzoda, directeur de cabinet d'Emmanuel Macron, indique que le salaire d'Alexandre Benalla est versé intégralement au mois de mai et les mois suivants. L'Élysée réagit immédiatement après l'audition de Patrick Strzoda, expliquant qu'il serait contraire à la loi de faire autrement dans le cadre d'une simple suspension, à ne pas confondre avec l'« exclusion temporaire »,. L'Élysée affirme de plus que, « au moment de la sanction », il est décidé que « cette suspension de traitement se ferait par le non-paiement d'un nombre équivalent de jours de congés. Le résultat est rigoureusement le même et respecte la loi ».
Le 19 juillet, alors qu'il se déplace en Dordogne, Emmanuel Macron ne répond pas aux sollicitations des journalistes, déclarant simplement que « la République est inaltérable ». L'entourage du président assure que les déclarations du chef du cabinet présidentiel, Patrick Strzoda, et du porte-parole de l'Élysée, Bruno Roger-Petit, suffisent,. Le 22 juillet, a lieu une réunion à l'Élysée, où Emmanuel Macron s'entoure de plusieurs de ses collaborateurs et quatre ministres concernés par l'affaire Benalla. Le président constate que l'affaire a mis au jour des « dysfonctionnements » dans l'équipe élyséenne, et il invite le secrétaire général de l’Élysée à une réorganisation,,,,.
Le 24 juillet, Emmanuel Macron sort de son silence et déclare être le seul responsable de cette affaire. Il affirme qu'il confirme la sanction proposée contre Alexandre Benalla,. Un peu plus tôt dans la journée, Patrick Strzoda, directeur de cabinet d'Emmanuel Macron, affirme devant la commission des Lois de l'Assemblée nationale avoir pris seul la décision de sanctionner Alexandre Benalla et n'en avoir « jamais parlé avec le chef de l'État, qui était à 10 000 km, qui est rentré le 6 mai »,. Patrick Strzoda déclare aux députés de la commission avoir informé le secrétaire général de l’Élysée, Alexis Kohler, qui lui-même en a fait part au président, et que le président, prévenu du projet de sanction, n'a pas donné d'ordre contraire, ce qui selon Marianne équivaut à une confirmation de sanction.
Dans son discours du 24 juillet, Emmanuel Macron fustige « La République des fusibles », déclarant qu'il ne se protège derrière personne : « On ne sacrifie pas des têtes de fonctionnaires, de ministres ou de collaborateurs sur l'autel des émotions populaires ». Et il déclare : « Le responsable, c'est moi, qu'ils viennent me chercher », ce qui provoque un grand nombre de réactions, indignées ou ironiques, dans la presse, dans l'opposition,,, et sur les réseaux sociaux,,. Des spécialistes de la communication politique analysent l'impact du discours de Macron,,. Beaucoup d'observateurs notent que juridiquement, on ne peut pas « venir chercher » Emmanuel Macron, celui-ci étant protégé par l'immunité que lui confère la Constitution,,. L'Obs interroge des spécialistes de la Constitution pour juger si celle-ci permet de faire venir le président devant le parlement, ce qui n'est pas certain en raison du principe de séparation des pouvoirs.
Le même jour, le Premier ministre Édouard Philippe présente l'affaire face aux députés comme étant une « dérive individuelle » ne relevant pas d'une « affaire d'État » et assure que « rien n'a été masqué, rien n'a été omis ».

### Réactions de l'opposition
Plusieurs responsables d'opposition, de tous les bords politiques, s'interrogent sur l'absence de signalement à la justice, requis dans le cas d'un « crime ou d'un délit », et sur les sanctions prises par l'exécutif, qu'ils jugent légères,. L’Élysée affirme ne pas avoir fait appel au parquet, ne voyant ni crime, ni délit, dans les faits incriminés et connus le 2 mai. Ce point juridique est commenté par les juristes et les journalistes : les violences exercées pourraient ne pas être suffisantes pour constituer un délit, et par ailleurs, aucune sanction pour non-dénonciation n'est prévue,.
Des personnalités politiques[Qui ?] s’étonnent également des prérogatives accordées à Alexandre Benalla, sans justification apparente selon eux, notamment ce dernier possédait un badge d'accès à l'Assemblée nationale de très haut niveau, ce qui est vu comme une violation du principe de séparation des pouvoirs par certains parlementaires de l'opposition,. Le président des Républicains (LR), Laurent Wauquiez, dénonce « le sentiment de favoritisme aveugle et d'impunité presque infantile » à l'Élysée. D’autres[Qui ?] évoquent un « embryon de police parallèle ».
L’opposition, de droite et de gauche, dénonce « une affaire d'État », Jean-Luc Mélenchon et Marine Le Pen comparant même l’affaire au scandale du Watergate,. Cet avis n'est cependant pas unanime dans l'opposition : ainsi, l'ancien député Emmanuel Hamelin (Agir) estime qu'on a « monté en épingle une situation qui, si elle est évidemment critiquable, n'en est pas moins insignifiante ». Certains journalistes[Qui ?] estiment que cette affaire représente une opportunité pour l'opposition de prendre une revanche après sa défaite aux élections présidentielle et législatives de 2017, et de bloquer les réformes voulues par le président de la République,,.

### Réactions de la majorité
Au lendemain du début de l'affaire Benalla, le 19 juillet 2018, des députés LREM ne se satisfont pas de la première sanction infligée au mois de mai à Alexandre Benalla et jugent que ce dernier doit quitter l'entourage d’Emmanuel Macron,. Alors que les députés de l'opposition contrarient l'examen d'un projet de loi constitutionnelle à l'Assemblée nationale, la majorité dénonce un « sabotage »,,. Dans un premier temps LREM s'oppose à la création d'une commission d'enquête réclamée par l'opposition, puis accepte 19 juillet au soir,,. D'après Le Monde, à Paris, la « majorité subit la crise de plein fouet » et ne comprend pas pourquoi le chef de l'État ne se débarrasse pas d'Alexandre Benalla après le 1er mai 2018. Mais les députés LREM reçoivent la consigne de ne pas faire de commentaires. Seuls deux députés LREM font des déclarations publiques pour s'exprimer à ce sujet,,. Le président du groupe LREM à l'Assemblée nationale, Richard Ferrand, stipule que le problème doit être réglé par l’Élysée.
Le 20 juillet 2018, le premier questeur de l'Assemblée nationale, Florian Bachelier (LREM), estime qu'on politise un « fait divers ». Le président du groupe LREM à l'Assemblée nationale, Richard Ferrand, donne des consignes aux députés membres de son groupe, en leur listant des arguments à communiquer à la presse. Il indique, entre autres, que la majorité est favorable à la mise en place d'une commission d'enquête. Il indique également que l'Inspection générale de la Police nationale et la Justice sont saisies, et que « les oppositions sont dans une alliance complice […] pour troubler et interrompre les débats ».
Le Premier ministre, Édouard Philippe, considère qu'« une dérive individuelle de la part de ce chargé de mission ne fait pas une affaire d’État ». François Bayrou, président du MoDem, affirme qu'il y a une « disproportion surprenante entre les faits tels qu’ils apparaissent au fil des auditions et le maelström médiatique et politique que nous vivons ».
LREM accuse l'opposition d'instrumentaliser cette affaire pour bloquer la réforme constitutionnelle.

### Antagonismes
Au-delà de l'aspect politique de l'affaire mettant en cause le président de la République et des aspects juridiques liés à d'éventuelles fautes que les enquêtes pourraient établir, Alexandre Benalla lui-même semble avoir cristallisé de fortes inimitiés au sein de la police, tant par son comportement que par le projet de récupérer la protection rapprochée du président. Lors de son audition devant le Sénat, le secrétaire général de l'unité de police FO, Yves Lefebvre, dénonce un entourage de « barbouzes ».
Selon Le Canard enchaîné, Emmanuel Macron affirme que « ce sont des fonctionnaires de la PP [préfecture de police] qui ont voulu [les] faire tomber » et que « les guérilleros de la PP qui ont pris l'Élysée en otage sont identifiés ». Il aurait accusé ces derniers d'agir dans un esprit de vengeance politique, et de trouver, en outre, une occasion de contrer le projet en cours de réorganisation de la sécurité à l'Élysée. Celle-ci est jusque-là assurée par le Groupe de sécurité de la présidence de la République (GSPR) dépendant de la Police nationale, donc du ministère de l'Intérieur. Le projet de réorganisation devait conduire à la création de la Direction de la sécurité de la présidence de la République (DSPR). Selon Le Journal du dimanche, ce remaniement, dont Alexandre Benalla est l'un des architectes, n'a pas plu à des fonctionnaires du ministère de l'Intérieur, et il pourrait être à l'origine, deux mois après les évènements, du fait qu'Alexandre Benalla est identifié sur les vidéos circulant depuis le 1er mai.

### Analyses de l'affaire et de son traitement médiatique

#### Qualification d'«affaire d’État»
Philippe Raynaud, professeur des universités en science politique, estime que l’État ne peut être accusé d'avoir eu l'intention de commettre un acte délictueux, Alexandre Benalla n'ayant pas été mandaté pour intervenir place de la Contrescarpe. Il en conclut que l'affaire ne peut être qualifiée d'affaire d'État. Selon lui, « à gauche comme à droite, les partis n'avaient pas digéré l'élection présidentielle », . Il note que « les Français ne tolèrent plus la société de cour et les privilèges de l’exécutif ».
L'historien Jean Garrigues, soutien d'Emmanuel Macron dès le premier tour de l'élection présidentielle, considère que « la dramatisation médiatique a été excessive » et qu' « il s'agit avant tout d'un contournement individuel de la norme ». Il juge que « le quinquennat Macron révèle une tension permanente entre deux aspirations contradictoires de la société française : l'une qui est une aspiration à une présidence d'autorité, de cohérence et de surplomb, dans l'héritage du général de Gaulle, de Valéry Giscard d'Estaing et de François Mitterrand ; et l'autre, qui est une espérance vers davantage de transparence démocratique, davantage de contre-pouvoirs, moins de caractère monarchique associé à la présidence ». Pour lui, « ce qui se passe là, en ce moment, avec une commission des Lois qui, provisoirement, s'octroie les pouvoirs d'une commission d'enquête, va dans le bon sens ».
Concernant la comparaison faite par le président du groupe La France insoumise, Jean-Luc Mélenchon, ainsi que par la présidente du Rassemblement national, Marine Le Pen, avec le scandale du Watergate, le professeur agrégé d'histoire et spécialiste des États-Unis Corentin Sellin indique que « les ressemblances sont très limitées ». Selon lui, « avec l'affaire Benalla, nous n'avons pas affaire à des activités illégales cautionnées et admises par le président lui-même ».
Selon l'historien Arthur Goldhammer, « la presse en fait une montagne, là où il n'y a qu'une souris. C'est un malheur pour le jeune homme qui a été battu par Alexandre Benalla, mais la bavure ne constitue pas une affaire d'État ». Pour l'historien François Audigier, « les agissements d'Alexandre Benalla rappellent toute l'ambiguïté et les risques à croiser la protection officielle et militante du président », « mais ce garde du corps militant peut aussi, précisément parce que son lien au chef de l'État ne se limite pas à un seul engagement professionnel et tient aussi à l'affectif et au politique, dépasser certaines limites et basculer dans l'hybris. Un risque d'autant plus grave qu'il aura bénéficié longtemps de passe-droits en raison de son double statut ambigu et de la volonté de certains de plaire au chef de l'État en fermant les yeux sur les dérives de ses proches ».
Le politologue Olivier Rouquan estime quant à lui que « c'est la notion de dissimulation qui crée l'affaire d'État », les faits ayant été révélés par voie de presse. L'historien Jean Garrigues partage cette analyse, les faits étant selon lui « d’un point de vue historique » d’une « gravité relative » ; il parle d’un « deuxième étage de la fusée », c'est-à-dire « comment l’affaire a été couverte, et la manière dont personne n’a prévenu le procureur ». Selon Olivier Rouquan, « à ce jour, ce qui fait l'affaire d'État, c’est la gestion de l'affaire plus que son fond ». Pour lui, l'ampleur prise par les faits se justifie comme « un retour de bâton lié à une déception populaire ». Pour le spécialiste de sociologie électorale Pascal Perrineau, « l'affaire Benalla peut être considérée comme un symptôme d'une certaine superbe et d'un isolement de l'entourage du pouvoir présidentiel qui n'est pas cependant une nouveauté sous la Ve République ».

#### Communication d'Emmanuel Macron
Emmanuel Macron déclare que la presse rapporte des « fadaises » au sujet de « soi-disant » salaires et avantages d'Alexandre Benalla. Emmanuel Macron dément par exemple avec ironie qu'Alexandre Benalla possède les codes nucléaires ou touche 10 000 euros de salaire. Il dément aussi avec humour qu'Alexandre Benalla ait pu être son amant. D'après Le Monde, le président met « sur un pied d’égalité, des contenus parodiques, des informations contestées par l’Élysée, des faits avérés et des rumeurs de caniveau ». L'historien de la presse Alexis Lévrier estime qu'Emmanuel Macron a « un peu tout mélangé pour faire une sorte d’amalgame » et qu'« en s’en prenant à la presse, il fait comme si c’était elle qui fabriquait une polémique ». Selon Le Huffington Post, après que le président fustige la presse qui selon lui « ne cherche plus la vérité », les journalistes rétorquent par le biais de Twitter que l'affaire Benalla serait restée secrète sans l'enquête du Monde. Le sociologue des médias Jean-Marie Charon s'inquiète qu'« au plus haut niveau de l’État en France, on dénigre ou dénie aux médias leur fonction de contre-pouvoir […], ça participe d’un mouvement plus large avec les États-Unis, où ce phénomène s’est développé, pour ne pas parler de la Turquie, de la Hongrie ou de la Pologne ».
L'ancien Premier ministre Jean-Pierre Raffarin affirme : « Cette affaire a affaibli le président de la République qui, jusqu'ici, avait montré de la force et de l'adresse. Il avait même fait un parcours quasi sans faute. Or, l'exécutif a été lent et faible dans la gestion de cette crise […] L’affaire Benalla est plus un accident qu'une rupture ».

#### Communication d'Alexandre Benalla
Selon des experts en communication, les différentes interviews d'Alexandre Benalla, dont celle au journal télévisé de TF1 le 27 juillet 2018, font partie d'un plan de communication probablement géré par des professionnels proches de l'Élysée,,,,. Selon l'universitaire Arnaud Benedetti, il est « très clair » qu'Alexandre Benalla est « coaché » avant l'intervention sur TF1,. Pendant ce journal télévisé, Alexandre Benalla donne une image très différente de celle qu'il a lors des évènements du 1er mai, et veut, selon différents experts en communication, casser une image de « petite frappe », de « mauvais garçon », de « Rambo »,,. Si le port d'une « délicate monture de lunettes », son visage « rasé de près », sa « diction appliquée », la couleur bleue — « symbole de vérité » — de son costume participent à cette nouvelle image,, les experts en communication interrogés par France 24 saluent la performance d'Alexandre Benalla « tout en maîtrise ». L'expert Stéphane Attal estime qu'Alexandre Benalla a une « grande maîtrise corporelle » : « Il était exactement comme il faut être, figé mais pas statufié, habillé comme un homme politique. Il est complètement imprégné des postures à adopter […] ». D'après Arnaud Benedetti, Benalla met en place une autre vision des évènements, celle où il a certes « trahi » Emmanuel Macron, l'exposant à une « tempête médiatique et politique », mais pour une bonne cause : la défense de l'ordre public face à des manifestants qu'Alexandre Benalla « redéfinit » en « casseurs » et « délinquants ». La sémiologue Cécile Alduy estime qu'Alexandre Benalla adopte une « stratégie classique » de « réparation d’image », en imposant une « histoire vertueuse ». Pour elle, la communication adoptée par Benalla met en place « une autre interprétation des événements, qui eux sont irréfutables, car filmés ».
D'après Alexis Lacroix, directeur délégué de la rédaction de L'Express, Alexandre Benalla minimise « la gravité des faits qui lui sont reprochés », et les déconnecte « de la personnalité du chef de l'État ». Selon lui, la communication de Benalla s’inscrit dans une stratégie qui consiste à dire : « il y avait l’embryon d’une affaire d’État, mais nous ne sommes évidemment pas dans le cas du Watergate, et toute tentative d’impeachment du président à travers cette affaire est vouée à faire chou blanc ». Pour Arnaud Benedetti, le « plan média » d'Alexandre Benalla « est fondamentalement trop professionnel pour être dicté par une logique exclusivement judiciaire. Il porte aussi une défense politique ». Le spécialiste en communication Philippe Moreau Chevrolet estime que l'opération de communication vise aussi à défendre le président de la République Emmanuel Macron et que la stratégie adoptée est une stratégie d'« affirmation de puissance », une « communication à la Trump : on assume et on attaque », un type de communication « très nouveau » en France. Arnaud Benedetti estime que « n'importe quel spécialiste de la com' de crise » aurait plutôt incité à « s'excuser, reconnaître ses erreurs ».

## Conséquences

### Administratives
Alexandre Benalla subit une exclusion temporaire de fonctions d'une durée de quinze jours entre le 4 et le 19 mai 2018 et se voit démis de ses fonctions de responsable de la sécurité des déplacements du président de la République. Selon le porte-parole de l'Élysée, Bruno Roger-Petit, cette sanction est un « dernier avertissement avant licenciement » et serait « la plus grave sanction [prise] contre un chargé de mission travaillant à l'Élysée ». Les sanctions de l’Élysée sont mises en doute par les médias : Alexandre Benalla obtient son salaire intégral en mai, une retenue n'étant pas légalement possible selon son directeur Patrick Strzoda, ajoutant que « ses quinze jours de suspension feront l’objet d’une retenue sur les droits à congés qu’il avait en reliquat au titre de l’année 2017 ». La rétrogradation est également contestée : Alexandre Benalla ne doit plus s'occuper que des déplacements privés du président et de l'organisation d'événements à l’intérieur de l'Élysée,. Certains médias objectent alors qu'il est vu sur quatre évènements majeurs en juillet en compagnie du président, à Giverny, lors de la panthéonisation de Simone Veil, lors des cérémonies du 14 juillet et pour le retour à Paris de l’équipe de France de football victorieuse. Selon le secrétaire général Alexis Kohler, le déplacement à Giverny est d'ordre privé, et sur des grands événements comme la panthéonisation de Simone Veil et le retour de l'équipe de France, tous les membres du personnel de l'Élysée sont « sur le pont » pour participer à l'organisation. Alexandre Benalla a de plus obtenu un appartement de fonction de 80 mètres carrés,,. La chaîne d'information continue LCI parle d'un fiasco dans la communication de l’Élysée qui rappelle l'affaire Fillon.
Pendant son audition devant l'Assemblée, Patrick Strzoda, chef du cabinet présidentiel, affirme que la rétrogradation d'Alexandre Benalla consiste en une modification de ses missions. Il est notamment déchargé de la participation à l'organisation des déplacements officiels du président. Selon LCI, Alexandre Benalla est alors officiellement uniquement chargé de l'organisation des évènements à l'intérieur de l'Élysée ainsi que des déplacements privés du couple présidentiel.
Le 19 juillet, le ministre de l'Intérieur, Gérard Collomb, annonce avoir saisi l'Inspection générale de la Police nationale, pour l'ouverture d'une enquête administrative,. En effet, les faits se sont a priori déroulés en présence et avec l'assentiment tacite des services de police présents, ce qui pose la question de la responsabilité des policiers ayant introduit Alexandre Benalla sur place. Le 20 juillet, l'Élysée annonce avoir enclenché une procédure de licenciement à l'encontre d'Alexandre Benalla en raison de « faits nouveaux » portés à sa connaissance. Son permis de port d'arme est également abrogé.
Un contrôleur général (numéro 3 de la Direction de l'ordre public et de la circulation), un commissaire et un commandant de police sont suspendus le 19 juillet par la préfecture de police de Paris, car soupçonnés d'avoir transmis à Alexandre Benalla des informations le concernant et ayant motivé la procédure de licenciement. Ces informations seraient des images de vidéosurveillance transmises à Alexandre Benalla dans l'objectif de préparer sa défense,.
Le 23 juillet, la Commission nationale de l'informatique et des libertés diligente un contrôle sur pièce concernant l'utilisation de ces images.
Le 27 juillet, l'IGPN publie son rapport relatif à l'accueil des observateurs extérieurs des activités de police qui décrit la pratique actuelle d’accueil des observateurs, revient sur les conditions de la présence d'Alexandre Benalla et Vincent Crase lors de la manifestation du 1er mai et donne des préconisations pour encadrer formellement l’accueil des observateurs. Le service souligne que les activités d'observations ne sont « guidées que par quelques principes non écrits, de bon sens » et qu'il n'existe pas de convention spécifique à la profession ni de note nationale. Il insiste cependant sur le fait que les observateurs ont « pour consigne de ne pas participer activement aux opérations ».

### Judiciaires

#### Enquête préliminaire, gardes à vues et contrôle judiciaire
Le 19 juillet 2018, le parquet de Paris ouvre une enquête préliminaire pour « violences par personne chargée d'une mission de service public », « usurpation de fonctions » et « usurpation de signes réservés à l'autorité publique ». Celle-ci est prise en charge par la Brigade de répression de la délinquance contre la personne (BRDP), qui dépend de la direction régionale de la police judiciaire de Paris.
Le 20 juillet 2018, Alexandre Benalla et Vincent Crase sont placés en garde à vue. Le domicile d'Alexandre Benalla à Issy-les-Moulineaux n'est perquisitionné que le lendemain : selon les sources, la perquisition prévue le jour-même aurait échoué, soit en raison d'une fermeture de porte « sophistiquée », soit en raison de l'absence de serrurier. Les policiers ne trouvent alors pas trace du coffre-fort contenant les armes de Benalla. L'une des parties civiles dans l'affaire, la CGT Police, demande par la suite à la justice d'enquêter sur la disparition de ce coffre-fort. D'après BFMTV, Alexandre Benalla affirme avoir demandé à un « ami » d'emporter plusieurs biens qu'il craignait voir volés, en particulier son coffre-fort contenant ses armes. Alexandre Benalla remet à la justice trois armes. Mais alors que les autorités ne retrouvent pas ce coffre-fort, le parquet refuse finalement d'élargir le champ d'investigation de l'enquête à une dissimulation de preuves et à enquêter sur l'individu non identifié ayant vidé une partie de l'appartement de Benalla avant la perquisition.
Le préfet de police Michel Delpuech déclare sous serment devant la commission d'enquête parlementaire de l'Assemblée nationale ne pas connaître personnellement Alexandre Benalla. Certains médias y voient une contradiction avec le fait que la perquisition conduit à la découverte d'une lettre manuscrite de janvier 2018 de Michel Delpuech à destination de Benalla : cette lettre comprend des formules comme « cher ami ». Michel Delpuech évoque un « geste de courtoisie ». Les policiers décident de ne pas verser cet élément au dossier, ce qui suscite des interrogations,.
Le 21 juillet 2018, les gardes à vue sont prolongées jusqu'au soir. Alexandre Benalla et Vincent Crase sont déférés au parquet en vue de l'ouverture d'une information judiciaire. Les enquêteurs trouvent trois pistolets Glock lors d'un déplacement dans les locaux de La République en marche,. Le Monde affirme que ces armes ne sont pas déclarées ; cette affirmation est démentie par une « source judiciaire », qui indique au magazine L'Obs que les trois pistolets Glock sont déclarés en préfecture et que les agents de sécurité LREM pouvaient les utiliser dans les locaux du parti. Le 30 juillet, Alexandre Benalla remet au juge d'instruction trois autres pistolets Glock personnels.
Les trois policiers suspendus par la préfecture sont placés en garde à vue pour « détournement d'images issues d'un système de vidéo-protection » et « violation du secret professionnel ». Rattachés à la préfecture de police de Paris, il s'agit de Laurent Simonin, contrôleur général, de Jean-Yves Hunault, commandant, et de Maxence Creusat, commissaire. L'avocat du commissaire affirme que son client souhaite s'exprimer sur la proximité entre Alexandre Benalla et « la plus haute hiérarchie policière ».
Dans la soirée du 21 juillet, les cinq personnes (Alexandre Benalla, Vincent Crase et les trois policiers) dont les gardes à vue ont été levées sont mises en examen et placées sous contrôle judiciaire, conformément aux réquisitions du parquet. Alexandre Benalla est mis en examen pour « violences en réunion n’ayant pas entraîné d’incapacité temporaire de travail », « immixtion dans l’exercice d’une fonction publique en accomplissant des actes réservés à l’autorité publique », « port et complicité de port prohibé et sans droit d’insignes réglementés par l’autorité publique », « recel de violation du secret professionnel » et « recel de détournement d’images issues d’un système de vidéo protection ». Vincent Crase est également mis en examen pour « port prohibé d’arme de catégorie B ».

#### Perquisition au palais de l’Élysée
Le 25 juillet 2018, une perquisition a lieu dans le bureau d'Alexandre Benalla au palais de l'Élysée, un évènement extrêmement rare.

#### Enquête pour diffusion et détournement d’image illégal
Après une révélation de Mediapart du 26 juillet sur la publication d'images de vidéosurveillance par des comptes Twitter, un supplétif contre X pour « recel de violation du secret professionnel » et « recel de détournement d’images issues d’un système de vidéo protection » est engagé.

#### Nouvelle plainte contre Alexandre Benalla pour violences au Jardin des plantes
Le 30 juillet, après un dépôt de plainte, une nouvelle enquête concernant Alexandre Benalla est ouverte concernant des accusations de violences commises au Jardin des plantes, quelques heures avant celles de la place de la Contrescarpe. Le 29 novembre 2018, il est mis en examen pour « immixtion dans l’exercice d’une fonction publique » et « violences volontaires en réunion ayant entraîné une incapacité totale de travail inférieure à 8 jours ».

#### Enquête
Le 25 septembre, le parquet de Poitiers ouvre une enquête préliminaire après la publication par Mediapart d'une photographie sur laquelle Benalla pose dans un restaurant en 2017 avec une arme à la main alors qu'il ne possède pas d'autorisation de port d'arme à titre valable en dehors du siège du mouvement En marche. En décembre, il affirme devant les juges que l'arme est un pistolet à eau. Des investigations montrent que quelques jours avant l'épisode du restaurant, Alexandre Benalla fait des achats dans une armurerie,.

#### Mises en examen d’Alexandre Benalla
Fin 2018, Alexandre Benalla est mis en examen pour plusieurs faits de violences commis en marge de la manifestation du 1er mai: en janvier 2019, pour usage abusif de ses passeports diplomatiques, qu'il aurait utilisés une vingtaine de fois après son licenciement de l’Élysée ; le 11 février 2019, pour « faux et usage de faux document administratif ». Le 19 février 2019, il est placé en détention provisoire après une violation du contrôle judiciaire. Il est libéré une semaine après. Le 20 mars 2019, il est mis en examen pour le « port sans motif légitime » d’une arme à feu.

#### Plainte d’Anticor pour corruption dans les affaires russes
Le 3 juin 2019, par le biais de ses avocats Jean-Baptiste Soufron, Elise Van Beneden et Patrick Rizzo, l'association Anticor porte plainte pour corruption, blanchiment et entrave à la justice dans le cadre du volet russe de l'affaire Benalla, à la suite des révélations du 31 janvier 2019 de Mediapart, qui affirme qu’Alexandre Benalla a passé des contrats de protection avec des sociétés russes par l’intermédiaire de trois sociétés écrans (nommées Mars, Velours et France Close Protection) alors qu’il est en poste à l’Élysée, titulaire de trois passeports diplomatiques et habilité secret défense. Est notamment visé, le contrat passé avec Iskander Makhmudov, soupçonné d'appartenir à un groupe mafieux russe, ces accords n’étant sans doute que des prétextes pour obtenir des informations du sommet de l’État. Le contrat prévoit notamment la protection des biens immobiliers de l’oligarque et de sa famille en France et à Monaco.

#### Information judiciaire
Le 5 novembre 2019, une information judiciaire contre X du chef de « soustraction de documents ou objets concernant un crime ou un délit en vue de faire obstacle à la manifestation de la vérité » est ouverte par le parquet de Paris.
Le 21 janvier 2020, lors d’une audition devant la Brigade criminelle, un témoin clé dans l’affaire Benalla implique plusieurs membres de la présidence de la République dans la disparition de deux coffres-forts, l'un à l’Élysée, l'autre au domicile de Benalla, contenant des documents « sensibles », révèle le procès-verbal.

#### Renvoi en correctionnelle d’Alexandre Benalla pour les passeports
Le 25 janvier 2021, Alexandre Benalla est renvoyé en correctionnelle pour « usage public et sans droit de documents justifiant d’une qualité professionnelle » et « faux et usage de faux ».

#### Défense d'Alexandre Benalla
Selon ses avocats Laurent-Franck Liénard et Audrey Gadot, Alexandre Benalla, qui « n'avait pas vocation à intervenir personnellement sur ces opérations », aurait effectué une « action vigoureuse mais menée sans violence » en précisant que cela « n'a causé aucune blessure ». Il aurait « pris l'initiative de prêter main-forte au dispositif en aidant à la maîtrise de ces personnes » dans le cadre de l'article 73 du Code de procédure pénale, voyant « l'apparent dépassement des capacités opérationnelles des policiers sur place ».
Ils affirment également qu'il « a immédiatement rendu compte de son intervention personnelle, qui lui a été vivement reprochée ».
Dans un entretien publié dans Le Monde du 26 juillet 2018, Alexandre Benalla, estime qu'il est victime d'un règlement de comptes : « Au bout d’un an, il y a des inimitiés qui se créent. Il y a des gens qui ne supportent pas que vous ne fassiez pas partie du club, que vous ne soyez pas énarque, sous-préfet… Je pense que si j’avais eu un tel statut et qu’il s’était passé ce qui s’est passé le 1er mai, les choses auraient été différentes. » Il déclare aussi qu'après les faits du 1er mai, il y a eu « en premier une volonté d'atteindre le président de la République, c'est sûr et certain. Et je suis le maillon faible, je le reconnais. Et en même temps, il y a énormément de gens qui se frottent les mains en se disant « ça y est, on s'est débarrassé de lui, il ne va plus nous emmerder, c'est fini »,,,.
Dans un entretien au JDD, il estime que l'affaire est due à une vengeance de la « haute hiérarchie policière », et considère que son rôle au sein d'un « comité de pilotage » chargé d'une réorganisation des différents services de protection d'Emmanuel Macron a déclenché les inimitiés.
Le 29 juillet 2018, en réponse à la vidéo fournie par Libération concernant des faits survenus au Jardin des plantes, il affirme au JDD : « J'étais derrière les policiers en tant qu'observateur. On peut le voir distinctement, je n'ai ni casque, ni brassard, ni radio. Aucune intervention de ma part à ce moment-là »,. Plusieurs journaux estiment que cette défense d'Alexandre Benalla est fragilisée par une nouvelle vidéo publiée le 30 juillet par Mediapart,,,,,,,. Sa ligne de défense en audition devant les juges est qu'il a apporté son aide « à la force publique pour interpeller un délinquant violent qui venait de commettre un acte grave sur les policiers ».

#### Manifestants de la place de la Contrescarpe
Trente-et-une personnes sont arrêtées place de la Contrescarpe le 1er mai, parmi lesquelles le couple molesté par Alexandre Benalla et des CRS. Les premières informations connues fin juillet reposent alors sur les propos du préfet de police de Paris Michel Delpuech, qui affirme lors de son audition que les deux trentenaires amenés au poste de police « n'avaient pas de papiers sur eux » et que le couple « déclare de fausses identités ». Le 23 juillet, l'avocat du couple, Sahand Saber, indique que ses clients se sont constitués parties civiles et « veulent être reconnus comme victimes de violences policières »,. Selon le magazine people Closer[source insuffisante], la Direction de l'ordre public et de la circulation (DOPC) a alors signalé le jeune homme « comme fauteur de trouble durant la manifestation. Il était considéré comme un membre du « Black bloc » dont il portait l'accoutrement. Il aurait fait usage de violences puis aurait ensuite revêtu une tenue civile passe-partout ».
Le 25 juillet, dans une lettre adressée à Frédéric Dupuch, directeur de la Direction de la sécurité de proximité de l'agglomération parisienne (DSPAP), le procureur de la République François Molins s'enquiert de l'absence d'enquête visant le couple soupçonné d'avoir lancé des projectiles sur les forces de l'ordre. Dans sa réponse datée du 26 juillet, Frédéric Dupuch « déplore » que le jeune couple n'a pas été déféré. L'homme jette deux bouteilles de bière vides sur les CRS et la femme un cendrier. Pour Le Figaro, leur comportement est « proche de celui des manifestants violents ». Le 26 juillet, le parquet de Paris ouvre une enquête préliminaire en raison des violences présumées commises par le couple. Il s'agit selon la presse d'un cuisinier grec de 29 ans vivant à Paris depuis quatre ans et d'une jeune femme graphiste de 30 ans.
Le 7 août 2018, le journal Le Monde relate un déroulement différent des événements, basé sur des courriers envoyés par deux services de police au procureur de la République de Paris, François Molins. Selon ces courriers, les deux interpellés n'ont pas caché leur identité aux policiers, contrairement à ce qu'a affirmé le préfet de police, Michel Delpuech, devant la commission d'enquête parlementaire,,. Les fiches de police concernant le couple sont rédigées le 1er mai, dès 20 h 5, place de la Contrescarpe. La fiche concernant le jeune homme est rédigée par le commissaire Maxence Creusat (l'un des trois policiers mis en examen) et évoque un « jet de projectiles (deux bouteilles de bière) », mais indique que le CRS visé « ne dépose pas plainte ». Le jeune homme, né en Grèce, n'a pas de papiers mais décline son identité exacte, date de naissance, nom et prénom, reportés à la main par le commissaire Maxence Creusat, avec deux erreurs d'orthographe. Les erreurs sont corrigées le soir même, mais, selon BFM TV, ont pu faire penser que le jeune homme n'a pas donné son identité réelle,,. La fiche de la jeune femme, qui présente ses papiers, est rédigée par le major Philippe Mizerski (le commissaire en civil chargé d'accompagner Alexandre Benalla). Selon Ouest-France, les informations du Monde invalident le message du chef d'état-major à la Préfecture de police Laurent Simonin, lequel écrit dans un texto envoyé le 2 mai à Alexandre Benalla que le jeune homme a «donné un nom bidon… celui d'un basketteur de Salonique».
Les deux jeunes gens sont ensuite conduits aux locaux de police surnommés « l'Évangile » proches de la gare du Nord, mais celui-ci étant débordé ce soir-là, la « priorité [a] été donnée aux individus suspectés d’avoir participé aux actions les plus violentes, porteurs d’armes, de vêtements noirs, foulards, accessoires de dissimulation, c’est-à-dire les potentiels membres des black blocs ». Selon Frédéric Dupuch, directeur de la direction de la sécurité de proximité de l'agglomération parisienne (DSPAP), « les violences de la place de la Contrescarpe ne revêtaient pas la même intensité. De surcroît, [les deux jeunes gens] n'avaient aucun antécédent au TAJ », le fichier de traitement d'antécédents judiciaires de la police et de la gendarmerie. Le couple est donc relâché sans poursuites, comme vingt et une autres personnes. La sûreté territoriale de Paris confirme le débordement de ses services : la priorité est donnée à la mise en garde à vue des militants susceptibles d'appartenir à la « mouvance black bloc ». En ce qui concerne les interpellés ne faisant « pas état d'infractions de violences volontaires graves ou répétées » à l'encontre de la police « ou d'atteintes particulières ou dangereuses », ils sont relâchés.
Lors de son audition, le jeune couple déclare qu'il n'est pas venu pour participer aux manifestations. Georgios Delikaris affirme avoir dans un premier temps été frappé à la main par la matraque d'un CRS lors d'une charge. Le couple reconnaît avoir ensuite jeté des projectiles et outragé un agent. Le couple dit s'être senti injustement agressé, et avoir réagi de façon « irréfléchie » et « stupide », ce dont il s'est excusé publiquement après son audition. Par ailleurs, Gerogios affirme avoir reçu plusieurs coups, le dernier étant un coup de pied au thorax. Il identifie désormais l'auteur de ces coups comme étant Alexandre Benalla,,.
Selon le témoignage du médecin du jeune homme, le certificat médical décrivant « des traces de coup sur la poitrine et une raideur cervicale » et nécessitant un arrêt de travail de six jours, n'est pas établi le 11 mai : il s'agit d'un certificat rédigé le 23 juillet après la révélation de l'affaire et donc antidaté,. Le médecin affirme lors de son audition n'avoir constaté lors de la consultation du 11 mai que des égratignures sur la poitrine du jeune homme, pas d'ecchymoses ni hématomes, et que c'est probablement le jeune homme qui a parlé de « traces de coups » pendant cette consultation. Le médecin recoit le jeune homme, Georgios Delikaris, une seconde fois le 14 mai, rendez-vous au cours duquel elle lui donne un arrêt de travail de 6 jours pour un blocage de dos apparu le 13 mai « en prenant sa douche », mention qu'elle porte sur le certificat d'arrêt de travail.
En février 2019, le couple est condamné par la justice à payer 1 000 euros d'amende, 500 euros chacun. La procureure a requis contre eux 2 mois de prison avec sursis et 400 euros d'amende, estimant leur geste « grave », même si aucun policier n'est atteint par les projectiles lancés et n'a porté plainte,.

#### Condamnation en première instance
À partir du 13 septembre 2021, Alexandre Benalla est jugé pour les violences sur la place de la Contrescarpe et au Jardin des plantes en 2018, pour l'exploitation des images de la Préfecture de police de Paris, et pour son utilisation de passeports diplomatiques. Le 5 novembre 2021, il est condamné par le tribunal de Paris, présidé par Isabelle Prevost-Desprez, à trois ans de prison, dont un ferme sous bracelet électronique,. À la fin de son procès, Benalla exprime des « regrets » pour ses coprévenus et pour avoir « mis l’institution en difficulté ». 
Vincent Crase est condamné à deux ans d’emprisonnement avec sursis, à une interdiction de porter une arme durant dix ans et de 500 euros d’amende, Maxime Creusat est condamné à 5 000 euros d’amende, et Laurent Simonin à trois mois d’emprisonnement avec sursis ; il fait appel de sa condamnation.

#### Appel et condamnation définitive
Le procès en appel, renvoyé en raison de « difficultés personnelles et de santé » d'Alexandre Benalla, se déroule à partir du vendredi 9 juin 2023. Il est condamné le 29 septembre 2023 en appel à la même peine, soit trois ans d’emprisonnement dont un an ferme sous bracelet électronique.
Le 26 juin 2024, la Cour de cassation rejette le pourvoi formé par l'ex-chargé de mission de l'Élysée rendant définitive sa condamnation à un an de prison ferme avec aménagement de peine,.

### Syndicales
Le syndicat de police Alliance, majoritaire chez les gardiens de la paix et classé à droite, dénonce des « sanctions à deux vitesses », affirmant que « les policiers eux ne bénéficient jamais d'une quelconque clémence » et déplore que « l'image de la police soit ternie par le comportement d'un individu extérieur aux forces de sécurité ».
Le syndicat Vigi, minoritaire et proche de la CGT, s'associe à la procédure du Parquet en déposant une plainte pour usurpation de fonction et de signes. Après l'audition du ministre de l'Intérieur, Gérard Collomb, où celui-ci charge la préfecture de police et l’Élysée, le syndicat Vigi demande sa démission.

### Parlementaires
Cette affaire a également des répercussions sur les activités parlementaires, puisque les discussions en cours sur le projet de loi de révision constitutionnelle ne peuvent se poursuivre. Le 20 juillet, l'ensemble des présidents des groupes d'opposition de l'Assemblée nationale réclament, à l'aide de rappels au règlement, que le Premier ministre, Édouard Philippe, vienne s'expliquer sur l'affaire devant la représentation nationale, le gouvernement étant responsable devant le Parlement en vertu de l’article 49 de la Constitution,,. Le Premier ministre, à la demande du président de la République, ne modifie pas son agenda, et dénonce une « obstruction parlementaire » de la part de l'opposition. Les présidents de groupe Christian Jacob (LR) et Valérie Rabault (NG), demandent de plus une déclaration du gouvernement au titre de l'article 50-1 de la Constitution, celui-ci étant libre de répondre à cette demande ou non. Le 22 juillet, l'examen de la réforme constitutionnelle est suspendu jusqu'à nouvel ordre,.

#### Motions de censure
Le 24 juillet, le président du groupe Les Républicains à l'Assemblée nationale, Christian Jacob, annonce que son groupe va déposer une motion de censure contre le gouvernement car celui-ci a, selon lui, « failli sur l’organisation de la protection du président de la République » et qu'il « n’est pas acceptable que le gouvernement se défausse depuis cinq jours ». Cette motion est déposée le 26 juillet,. La France insoumise, la Gauche démocrate et républicaine et le Parti socialiste déposent une seconde motion de censure commune. Les deux motions de censure discutées le 31 juillet 2018, sont rejetées recueillant respectivement 143 et 74 votes.

#### Enquêtes parlementaires

##### Auditions de la commission des Lois de l'Assemblée nationale
L'Assemblée nationale met en place, le 19 juillet, une commission désignée abusivement de « commission d'enquête parlementaire », afin d'en savoir plus sur « les évènements survenus à l’occasion de la manifestation parisienne du 1er mai 2018 ». En effet, une commission d'enquête parlementaire ne peut être créée que pendant la session ordinaire du Parlement. Le besoin pour celui-ci d'exercer sa fonction de contrôle se traduit par l'usage (suggéré par le député Boris Vallaud) de l'ordonnance du 17 novembre 1958 qui permet d'investir la commission des Lois des pouvoirs équivalents à une commission d’enquête (droit de citation directe de toute personne, auditions sous serment, contrôles sur pièces et sur place des rapporteurs, etc.). Après avoir défendu un huis clos général, excepté pour le ministre de l’Intérieur, les députés de la majorité ont finalement accepté la publicité des auditions, qui commenceront dès le 23 juillet, sous la présidence de Yaël Braun-Pivet (LREM).
Le 23 juillet, Gérard Collomb est auditionné par la commission parlementaire. Le ministre de l’Intérieur se défend de tout manquement personnel. Selon lui, signaler à la justice les agissements de Benalla ne relevait pas de ses attributions : « Je considère que c’est à ceux qui sont en responsabilité dans leurs administrations, au plus près du terrain, de recueillir les éléments permettant de justifier la transmission d’un signalement au titre de l’article 40 du Code de procédure pénale ». D'après lui, sa mission consistait uniquement à s'assurer que la préfecture de police et le cabinet du président de la République avaient bien été mis au courant de la situation, ce qu'il dit avoir fait le 2 mai. Il estime qu'ensuite, « il leur appartenait donc d’agir », que « c’est la règle pour tous les manquements »,,,.
Le même jour, Michel Delpuech, préfet de police de Paris, est à son tour auditionné : il dément que les manquements d'Alexandre Benalla auraient dû être sanctionnés au niveau de la préfecture de police, car, d'après lui, ils devaient être traités par l'autorité hiérarchique dont il dépendait, c'est-à-dire l'Élysée, ce qui a d'ailleurs effectivement bien eu lieu,,,. Le soir même, un article du Monde souligne les contradictions du ministre et du préfet sur la manière dont l’information a circulé entre les différentes autorités. Selon la professeure de droit Élisabeth Fortis, « l'article 40 ne dit pas de faire remonter l'information à son supérieur ».
De même, l'audition dans la soirée du directeur de l’ordre public et de la circulation, le directeur des services actifs Alain Gibelin, contredit la version de l'Élysée, ce dernier affirmant que la suspension d'Alexandre Benalla n'était pas effective sur la période avancée. Il explique également qu'Alexandre Benalla « ne bénéficiait d’aucune autorisation de la préfecture de police » et précise que c’est le chef d’état-major de la direction de l’ordre public et de la circulation, Laurent Simonin, depuis mis en examen dans cette affaire, qui a donné sans prévenir sa hiérarchie cette autorisation à Alexandre Benalla et lui a remis son casque. Contacté par Le Figaro après l'audition d'Alain Gibelin, l'Élysée maintient sa version initiale et apporte un « démenti formel » aux déclarations du directeur de l'ordre public au sujet de la participation d'Alexandre Benalla à des réunions durant sa période de suspension.
Le 24 juillet, Alain Gibelin confirme finalement le démenti de l'Élysée en indiquant dans une lettre à destination de la présidente de la commission des Lois qu'il s'est trompé sur les dates.
Patrick Strzoda, directeur de cabinet d'Emmanuel Macron et supérieur hiérarchique d'Alexandre Benalla, est auditionné le 24 juillet par les députés de la commission. Il déclare ne pas avoir prévenu la justice des agissements de Benalla car il ne possédait pas « assez d'éléments » pour le faire : notamment l'interpellation effectuée par Alexandre Benalla n'a pas été suivie d'une plainte ou d'une ITT, et les informations que Patrick Strzoda avait reçues des spécialistes de l'IGPN ayant analysé les vidéos n'allaient pas « dans le sens d'un article 40 ». Concernant les fonctions d'Alexandre Benalla au sein de son cabinet, il précise que celui-ci faisait partie des adjoints au chef de cabinet, placé sous la responsabilité à la fois du chef du cabinet et du chef adjoint du cabinet, ces deux derniers étant déclarés au journal officiel, et les adjoints ne l'étant pas.
Le colonel Lionel Lavergne (chef du GSPR) est auditionné le 26 juillet 2018 ; il décrit positivement les relations professionnelles entre Alexandre Benalla et ses collaborateurs.
Les groupes Les Républicains — et le co-rapporteur de la commission Guillaume Larrivé —, La France insoumise, le PS, le Parti communiste, le Rassemblement national quittent la commission d'enquête le 26 juillet, dénonçant un « sabotage pratiqué sciemment » par le groupe La République en marche. Le co-rapporteur pense que la commission « n'est devenue hélas qu'une parodie ». En effet, contrairement à l'opposition, la majorité estime qu'il n'est pas nécessaire de procéder à l'audition de « toute la chaîne hiérarchique » de l'Élysée et du ministère de l'Intérieur. Yaël Braun-Pivet, députée LREM, présidente de la Commission des Lois, affirme que « l'opposition voulait une tribune médiatique »,.
Fin juillet, Yaël Braun-Pivet indique avoir porté plainte contre les messages de menaces et d’injures à caractère sexiste et antisémite dont elle est victime sur les réseaux sociaux, notamment Twitter, depuis le début de l'enquête. Le 1er août, après moins de deux semaines de travail et une dizaine d'auditions, la commission achève officiellement ses travaux, lesquels ne donneront lieu à aucune publication de rapport ni de conclusions. Seul un compte rendu des auditions sera publié.

##### Auditions de la commission des Lois du Sénat
À l'instar de l'Assemblée nationale, le Sénat annonce le 19 juillet vouloir se constituer en commission d'enquête parlementaire le 23 juillet. La commission, dont les rapporteurs sont Muriel Jourda (LR) et Jean-Pierre Sueur (PS), est chargée « de mettre au jour les dysfonctionnements institutionnels et administratifs qui créent une confusion entre les missions constitutionnelles du président de la République et celles du gouvernement, seul responsable devant le Parlement » selon son président Philippe Bas (LR). Le 24 juillet, le ministre de l'Intérieur est auditionné. Le 25 juillet, le Sénat auditionne le directeur général de la gendarmerie Richard Lizurey, celui de la police nationale Éric Morvan, la directrice de l'IGPN Marie-France Moneger, le directeur de cabinet de la présidence de la République Patrick Strzoda, le chef du service de la protection Frédéric Aureal et le Défenseur des droits Jacques Toubon.
Le 26 juillet, le secrétaire général de l’Élysée Alexis Kohler est auditionné,. Kohler reste fidèle à la ligne de défense de l'Élysée, estimant la sanction envers Alexandre Benalla « proportionnée » au « regard des éléments connus le 2 mai »,. Notamment, il déclare que celui-ci n'a pas « provoqué de blessures ». Il insiste sur le fait que la sanction à l'encontre d'Alexandre Benalla a été « rapide », ce qui fait réagir les sénateurs. Le président de la commission d’enquête, Philippe Bas, note que le salaire d'Alexandre Benalla a été versé intégralement pendant sa mise à pied et déclare : « La sanction a peut-être été très rapide, mais son exécution est très lente ». Esther Benbassa, sénatrice écologiste de Paris, note que la sanction a été suivie d'une « récompense », puisque, reprenant des éléments affirmés dans les médias, elle indique que le chargé de mission Benalla a déclaré occuper le logement quai Branly à partir du 9 juillet 2018, ce qui est contredit par le chef de cabinet de l'Élysée François-Xavier Lauch qui affirme sous serment lors de son audition que le logement en question, de 70 m2, lui a été attribué mais n'a jamais été effectivement occupé.
Pendant l'audition d'Alexis Kohler, l'une des principales préoccupations des sénateurs est l'écart entre les missions officielles d'Alexandre Benalla et la pratique sur le terrain qui leur semble dépasser le cadre de ces missions. Plusieurs fois, Alexis Kohler assure que le chargé de mission n'était pas chargé de la sécurité, mais qu'il avait une mission de coordination, la sécurité du président étant toujours sous la responsabilité du commandement militaire et du GSPR. Kohler affirme ainsi qu'il n'existait pas de « police parallèle à l'Élysée » et qu'Alexandre Benalla ne s'occupait que des déplacements du président et devait assurer « l'interaction entre la chefferie de cabinet et les personnes en charge de la sécurité ». Les sénateurs se demandent pourquoi Benalla avait besoin d'une arme, s'il ne s'occupait que de coordination. D'après le HuffPost, il a été difficile pour le secrétaire général de justifier ce port d'arme. D'après Les Échos, le secrétaire général a insisté sur le fait qu'Alexandre Benalla « n'a jamais été en charge de la protection du président ». Toujours selon le quotidien, il a été mis en difficulté lorsqu'il a été interrogé sur l'autorisation de port d'arme délivrée par la préfecture de police à Alexandre Benalla car cette autorisation indique que ce dernier était chargé d'une « mission de police dans le cadre de son action de coordination de la sécurité de la présidence de la République avec les forces militaires et le GSPR ». Selon Ouest-France, « au grand regret des sénateurs », Alexis Kohler n'a pas éclairci la « contradiction manifeste » entre les déclarations du cabinet de l'Élysée concernant le rôle officiel d'Alexandre Benalla et son « rôle plus officieux qu’il semblait réellement jouer ».
Les sénateurs demandent aussi au secrétaire général de s'exprimer sur l'interview d'Alexandre Benalla donnée au Monde, où il évoquait des « frictions » entre lui et les policiers chargés de la sécurité du président, ce qui, selon Ouest France, confirmait les déclarations de plusieurs syndicats de police. Alexis Kohler répond qu'il n'en savait rien, et qu'il n'avait que de bons échos du travail du chargé de mission. Les sénateurs estiment que le secrétaire général a esquivé le fond des questions, et que les zones d'ombre subsistent.
Lors de son audition le 26 juillet, le préfet de police de Paris, Michel Delpuech, estime que « le fait d'accueillir une personnalité à la préfecture de police », n'est pas « en soi un problème », et que c'est le comportement de l'observateur qui a été une faute. Le préfet ajoute que la qualité d'observateur d'Alexandre Benalla a été mise en place « à un niveau non pertinent car le directeur n'était pas informé. […] c'est possible parce qu'il y a eu une initiative entre copains. […] C'est ce que j'ai dénoncé : des dérives individuelles sur fond de copinage malsain »,,.
Alain Gibelin, directeur de l’ordre public et de la circulation à la préfecture de police de Paris, est auditionné le 26 juillet 2018. Il affirme qu'il a déjeuné avec Alexandre Benalla le 25 avril 2018, et a alors expliqué précisément que, pour devenir « observateur de police », le chargé de mission devrait obtenir l'autorisation de la préfecture. Alain Gibelin assure qu'Alexandre Benalla ne lui a pas fait parvenir cette autorisation, que la date du 1er mai n'a jamais été convenue entre eux, et qu'il n'a eu connaissance de la participation de Benalla que le lendemain du 1er mai 2018. Alexandre Benalla affirme pour sa part au Monde qu'Alain Gibelin a menti, et il déclare : « à la fin de ce déjeuner, [Alain Gibelin] m'a demandé si je venais toujours le 1er mai et si j'avais reçu l'équipement que je devais recevoir ». D'après Alain Gibelin, « à aucun moment monsieur Benalla n'a émis l'idée que ça soit le 1er mai spécifiquement », et en aucun cas il n'aurait « autorisé à équiper Alexandre Benalla d’un brassard de police et d’un poste de radio »,,,.
Plusieurs syndicats de policiers sont auditionnés le 24 juillet 2018. Yves Lefebvre, secrétaire général d’Unité SGP-police Force ouvrière, indique qu’Alexandre Benalla allait « jusqu’à l’insulte à l’encontre des gradés et des gardiens de la paix du Groupe de sécurité de la présidence de la République (GSPR) ». Le secrétaire général du Syndicat des commissaires de la Police nationale (SCPN), qui qualifie Benalla de « conseiller du président de la République », déclare : « Il venait très souvent sur les services d’ordre, pour des debriefings. Les cadres de la préfecture de police le connaissaient comme une autorité ». Le président du Syndicat indépendant des commissaires de police (SICP) affirme que « la confusion des rôles, des missions, l’ambiguïté des fonctions de M. Benalla, nous posent de graves problèmes, notamment sur la lisibilité des instructions qu’il pouvait donner à nos collègues »,.
D'après L'Humanité, lors de son audition en septembre 2018, le chef du cabinet présidentiel, François-Xavier Lauch, se déclare « choqué » par les images de l’intervention d'Alexandre Benalla place de la Contrescarpe, et la met sur le compte d'« un comportement individuel fautif à dissocier du fonctionnement du service (qu’il) dirige ». Selon le journal, François-Xavier Lauch a aussi affirmé qu'Alexandre Benalla n’a jamais exercé « aucune mission de police ». L'Humanité commente cette déclaration en affirmant qu'Alexandre Benalla « s’est senti toutefois autorisé à faire placer en garde à vue un photographe à Marseille, ou à contrôler l’identité d’un cameraman à La Mongie ».

##### Controverse sur les prérogatives et les motivations de la commission des Lois du Sénat
En septembre 2018, Alexandre Benalla, qui a été mis en examen par la justice, est convoqué devant la commission d'enquête du Sénat. La ministre de la Justice Nicole Belloubet estime qu' « il ne doit pas y avoir d'interférence entre une commission d'enquête parlementaire et une information judiciaire, au nom de la séparation des pouvoirs et de la garantie des droits »,. Le constitutionnaliste Jean-Philippe Derosier estime que faire venir Alexandre Benalla devant la commission est possible, car selon lui cette dernière n'étudie pas les évènements de la place de la Contrescarpe, mais l'organisation de la sécurité du président. Selon Jacky Coulon, secrétaire national de l'Union syndicale des magistrats (USM), la loi permet l'audition d'une personne mise en examen par une commission d'enquête. Le président et les deux co-rapporteurs de la commission d’enquête sénatoriale affirment que par le passé, le cas c'est déjà produit, par exemple avec Jérôme Cahuzac alors qu'il était mis en examen pour fraude fiscale. Cependant, le Syndicat de la magistrature reconnaît que les droits d'Alexandre Benalla sont différents devant la commission : contrairement à une cour de justice, il n'a pas d'avocat, il jure de ne pas mentir, et les propos qu'il y tiendra seront « sûrement » versés au dossier d'instruction de la justice. Philippe Bas, le président de la commission, déclare qu'il est « très sourcilleux » sur le principe de séparation des pouvoirs, et qu'il ne s'intéresse qu'« à ce qui s’est passé avant et après » le 1er mai, c’est-à-dire au « fonctionnement de l'État ».
La ministre de la Justice Nicole Belloubet déclare aussi que le « contrôle du Parlement s'exerce à l'égard de l'action du gouvernement » et non de l'exécutif. Emmanuel Macron appelle Gérard Larcher, président (LR) du Sénat, pour lui exprimer que « le Parlement contrôle l'exécutif mais pas l'Élysée », et que, cependant, il fait preuve de transparence en autorisant les collaborateurs de l'Élysée à se présenter devant les sénateurs. L'Express estime que « comme le rappellent régulièrement les sénateurs, ils n'ont besoin d'aucune autorisation émanant de l’Élysée pour convoquer un membre du cabinet présidentiel ».
La ministre de la justice dénonce également une instrumentalisation politique de la part des sénateurs de l'opposition,. Le président du Sénat Gérard Larcher défend la souveraineté de la commission et affirme que son objectif en convoquant Alexandre Benalla n'est pas d'attaquer le président mais de lever des contradictions apparues lors des premières auditions et de comprendre le fonctionnement des services de sécurité,. L'Humanité estime que l’Élysée est « en quête d’enlisement de l’affaire ».
Le délégué général de La République en marche Christophe Castaner considère qu'« une commission d'enquête qui aurait des ambitions politiques » et penserait « qu'elle peut jouer de ses fonctions de contrôle du gouvernement pour faire tomber un président de la République commettrait une faute constitutionnelle ». D'après Le Monde, le Sénat n'a jamais fait part d'une volonté de « destituer » Emmanuel Macron. François Bayrou, dans la majorité présidentielle, réprouve « les attaques contre le Sénat » qui « exerce sa mission de contrôle vis-à-vis de l'exécutif ». Dans l'opposition, France Insoumise et parti socialiste se demandent si les propos de Castaner au sujet du Sénat sont le signe d'une peur et si l'État a quelque chose à cacher.
Les sénateurs LREM boycottent l'audition d'Alexandre Benalla. Le président du groupe LREM au Sénat, François Patriat, explique qu'il considère que « la commission d'enquête outrepasse ses fonctions. Le rôle du Sénat, c'est de contrôler le gouvernement, pas l'exécutif ».
Mi octobre, la majorité LR-UDI au Sénat refuse la création d'une commission d'enquête sur les abus sexuels dans l'Église. Philippe Bas affirme qu'une commission d’enquête ne peut « porter sur des faits dont la justice est saisie ». Les sénateurs PS, demandeurs de cette commission d'enquête initiée par une pétition du magazine Témoignage chrétien, estiment qu'il s'agit d'une « réponse politicienne », et rappellent le précédent de l'affaire Benalla, dans laquelle selon eux « le Sénat s'était grandi ».

### Institutionnelles
Le 22 juillet, Emmanuel Macron reconnaît des « dysfonctionnements » et charge son secrétaire général Alexis Kohler de préparer une réforme du fonctionnement de l'Élysée. La sécurité du président qui semble avoir été un détonateur fera partie de ce chantier. Les modalités de contrôle de l'exécutif par l'Assemblée feront également partie du débat. Les limites de la « séparation des pouvoirs à la française » sont évoquées,.
Le 27 juillet, suivant les recommandations du rapport de l'IGPN, le ministre Gérard Collomb annonce une réforme obligeant les observateurs au sein des forces de police à porter un signe distinctif et signer une convention accompagnée d'une charte.
Le 1er août, le bureau de l'Assemblée nationale vote, à l’unanimité moins une voix, des règles d'attributions des badges plus restrictives. L'attribution sera « désormais réservée exclusivement aux directeurs de cabinet et aux conseillers parlementaires/politiques ». Cependant, un directeur de cabinet reste libre de « demander que son badge soit attribué à un collaborateur de son choix et pour la durée des fonctions de celui-ci ». Les badges seront visés par le président de l’Assemblée nationale alors que cette tâche relevait traditionnellement du secrétaire général.
Le 15 mars 2019, Alain Gibelin, directeur de l'ordre public et de la circulation de la préfecture de police de Paris, est relevé de ses fonctions.

### Réorganisation des services de l'Élysée
Évoquant un « fonctionnement archaïque » datant des présidences précédentes, les services de la présidence affirment que « la nécessité de revoir l'organisation interne a été identifiée bien avant l'affaire ». La création d'un poste de directeur général des services (DGS), comme il en existe dans les collectivités locales, est prévue pour fin 2018. 
L'objectif est de centraliser la gestion des recrutements, des logements de fonction, des mouvements et des missions attribuées aux salariés. Un état-major commun au Groupe de sécurité de la présidence de la République (GSPR) et au commandement militaire, avec centralisation de la logistique, est également prévu.

### Opinion publique

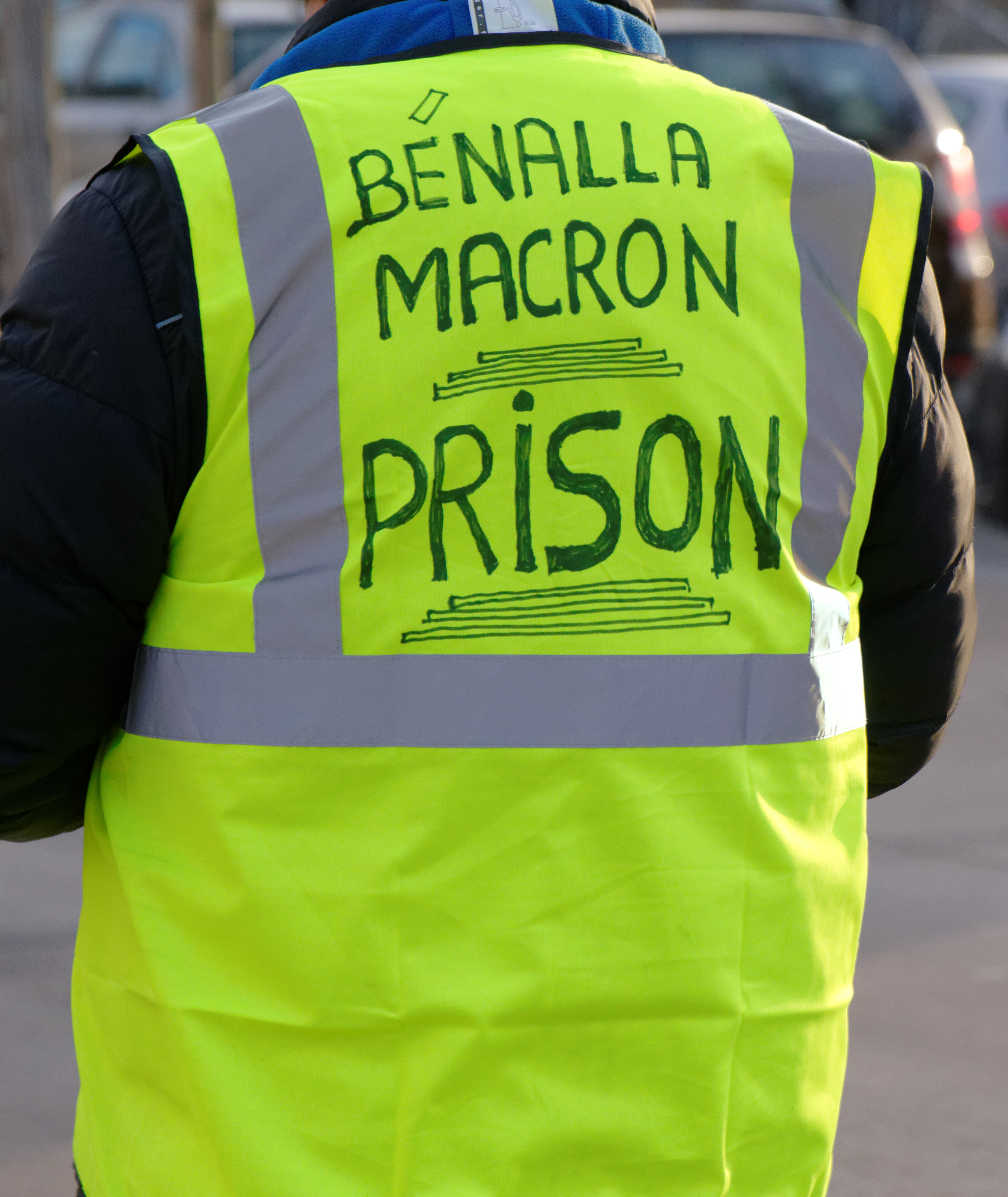
Benalla, Macron : prison. Dos d'un Gilet jaune à Belfort en 2019.

Cette affaire est d'abord considérée par les éditorialistes politiques comme étant « la plus importante bavure » ou « crise » depuis le début du quinquennat d'Emmanuel Macron,.
Un sondage Elabe réalisé les 23 et 24 juillet indique que 80 % des Français — dont 71 % des électeurs d'Emmanuel Macron — se déclarent « choqués » par cette affaire et que 73 % d'entre eux estiment que celle-ci aura un impact négatif sur l'image du chef de l'État. D’après une étude OpinionWay réalisée le 25 juillet, 59 % des Français pensent que l'affaire Benalla est une affaire d’État et 72 % considèrent que l'affaire Benalla est « grave », dont 46 % « très grave »,.
Selon une enquête Ipsos des 20 et 21 juillet, la popularité du président baisse de quatre points de pourcentage, atteignant son plus bas niveau depuis septembre 2017. Il en est de même pour l’Ifop, qui mesure une baisse d'un point et place Emmanuel Macron à son plus bas niveau depuis son élection. À l’inverse, un sondage Harris Interactive (24-26 juillet) et le baromètre Harris Interactive (28 juillet) indiquent une progression de respectivement quatre et deux points,.
Sur le désintérêt supposé de l’opinion publique pour l’affaire, France Info met en avant les trois millions de tweets intervenus sur le sujet en une semaine, le tiers des tweets interpellant directement le président de la République. La station de radio indique que ce nombre est supérieur, sur la même période de temps, au nombre de tweets intervenus sur l'affaire Fillon (500 000), sur #MeToo, #BalanceTonPorc et #JeSuisCharlie. Sur Facebook et Google, les interactions et les recherches rattrapent et même parfois dépassent celles sur la Coupe du monde de football 2018. Des records d'audience sont également relevés sur les chaînes d'information.
Le 30 juillet, l'Ifop publie une enquête selon laquelle 48 % des sondés considèrent que « les médias en font trop » dans cette affaire, tandis que 33 % pensent qu'ils en font « suffisamment » et 19 % « pas assez » ; concernant l'attitude de l'opposition, 41 % des sondés estiment qu'elle en fait « trop », 31 % « suffisamment » et 28 % « pas assez ». Le 2 août, un sondage YouGov indique que 37 % des Français considèrent qu'il s’agit d’une affaire d'État, 28 % d'un fait divers et 24 % d'une crise politique ; dans cette étude, une majorité de sondés considèrent que l'affaire Benalla est « la pire crise depuis l'élection d'Emmanuel Macron » et souhaitent qu’Emmanuel Macron s'explique devant les commissions d’enquête parlementaires.
Le chercheur et politologue Bruno Cautrès estime que l’affaire Benalla a été « le mouvement initial de la crise des Gilets jaunes », ayant « cassé l’image d’un Emmanuel Macron qui aurait incarné une nouvelle manière de faire de la politique ».

## Couverture médiatique

### Au niveau national
Bien que la vidéo des faits soit publiée dès le soir du 1er mai sur des réseaux sociaux, notamment par plusieurs personnes présentes place de la Contrescarpe, pour dénoncer les violences policières, le fait n'est que peu ou pas relaté par la presse jusqu'au 18 juillet. C'est à cette date que le quotidien Le Monde en fait état pour la première fois, indiquant que l'auteur des violences n'est pas un policier, mais un collaborateur de la présidence de la République, ce qui donne aux faits une connotation politique. Très rapidement, d'autres médias de la presse radiophonique et télévisuelle reprennent l'information.
Le politologue Benjamin Morel rappelle que c'est la première fois qu'une commission est retransmise en directe à la télévision et ce, en particulier sur les chaînes de télévision d'information en continu.

### Au niveau international
La vidéo montrant un chargé de mission de la présidence s'en prenant à un jeune homme, en marge des manifestations du 1er mai, est largement relayée par la presse étrangère, notamment européenne et anglo-saxonne, telle que The New York Times, et The Washington Post pour les États-Unis, ou The Guardian pour le Royaume-Uni, qui indiquent tous qu'il s'agit d'une grave crise car, selon le journal britannique, « elle remet en question [l]a promesse [d’Emmanuel Macron] de mener une république “exemplaire” ».
Le quotidien belge Le Soir évoque, quant à lui, le délai de deux mois entre la publication de la vidéo et l'identification de l'individu incriminé, pour que cette affaire « prenne de l'ampleur », en posant une question qui semble sous-entendre que « la France s'est habituée à la violence de la part des forces de l'ordre ».
Le 2 août 2018, le magazine américain The New Yorker considère que « le sujet de l'affaire Benalla n'est pas Alexandre Benalla », mais « le président français et la façon impétueuse et sûre de lui avec laquelle il a traversé avec fracas sa première année de mandat ».

### Fausses informations
Certaines fausses nouvelles ont accompagné cette affaire.
Des rumeurs sur des prélèvements d'ADN par Alexandre Benalla ou des bandes vidéosurveillance effacées, relayées par le militant d’extrême droite Boris Le Lay, ont été démenties.
De nombreux tweets liés à l’extrême droite affirment qu'Alexandre Benalla s'appelle en réalité Lahcène Benahlia — ce qui est démenti par Thomas Toutain, ancien responsable des Jeunes socialistes de l’Eure qui connaît Alexandre Benalla depuis 2010 — et qu'il est un agent de la DGED marocaine,,. L'information est également démentie par une source proche de l'Élysée et de manière implicite par Éric Dionis, le secrétaire de direction de son ancien lycée à Bernay qui l’appelle Alexandre,.
La reprise de l'affaire par des sites parodiant l'actualité a également induit en erreur le député Les Républicains de la 7e circonscription des Alpes-Maritimes, Éric Pauget, qui a partagé le 23 juillet 2018 sur Twitter l'article humoristique du site Nordpresse, indiquant qu'Alexandre Benalla était en possession des codes de tir nucléaire français, en demandant un « audit complet du fonctionnement de l'Élysée sous contrôle parlementaire ».

### Informations démenties par l'exécutif
Le salaire d'Alexandre Benalla est annoncé par Le Parisien autour de 10 000 euros. Par la suite, Le Journal du dimanche indique le salaire à 7 113 euros bruts, puis le porte-parole du gouvernement indique 5 000 euros nets. Alexandre Benalla déclare toucher 6 000 euros net mensuels.
L'Express annonce qu'Alexandre Benalla va bénéficier d'un appartement quai Branly de 300 m2 avant de redescendre à 200 m2, tandis que le porte-parole du gouvernement parle de 80 m2 et d'une décision de travaux antérieure de plusieurs mois à la décision d'affectation de l'appartement à Alexandre Benalla.
Valeurs actuelles informe qu'Alexandre Benalla souhaitait devenir sous-préfet au tour extérieur et que la présidence de la République l'en a découragé. Sa demande aurait suscité plusieurs oppositions au point où, âgé alors de 26 ans, il doit renoncer à présenter sa candidature, d'autant plus que la limite d'âge de 35 ans n'a pas été supprimée pour les candidats non-fonctionnaires,. Le ministre de l'Intérieur Gérard Collomb indique quant à lui en commission à l'Assemblée nationale ne pas être au courant d'une telle demande,.
Le 24 juillet, les services de l'Élysée fournissent une note pour démentir certaines informations qui circulent dans les médias, concernant le salaire, le logement, les responsabilités et les habilitations d'Alexandre Benalla en indiquant que cette affaire ne peut être considérée comme une affaire d'État, puisqu'il s'agit de dérives individuelles.
Le même jour, en audition devant les députés, le directeur de cabinet Patrick Strzoda dément « formellement » de « très nombreuses rumeurs » : la rémunération d'Alexandre Benalla de 10 000 euros mensuels, l'installation prévue dans un duplex de 200 à 300 m2, une demande du chargé de mission ou une intervention en vue d'une nomination comme sous-préfet et une future nomination pour superviser tous les services de sécurité de l'Élysée,,,. Il refuse toutefois de révéler le montant du salaire d'Alexandre Benalla, arguant que l'information relève du fonctionnement de l'Élysée et qu'il contreviendrait au principe de la séparation des pouvoirs en le communiquant.

### Sur Internet
L'affaire Benalla gagne vite en popularité sur Internet, où elle est aussi appelée « Benallagate »,, et notamment sur les différents réseaux sociaux. Plus d'un million et demi de tweets sont ainsi échangés en moins d'une semaine sur Twitter, dépassant les chiffres des mouvements BalanceTonPorc (ou MeToo, dénonciations des agressions et du harcèlement sexuel) et Je suis Charlie (à la suite de l'attentat contre Charlie Hebdo). Durant le week-end suivant les révélations du quotidien, en juillet 2018, l'article « Affaire Benalla » était le plus consulté de la Wikipédia en français, qui a par la suite fait « l'objet d'une intense activité ».
Les relations entre Alexandre Benalla et Emmanuel Macron font l'objet de plusieurs détournements, dont certains en lien avec la Coupe du monde de football 2018, remportée par l'équipe de France. Le journal Sud Ouest évoque également une « chasse aux photos » d'Alexandre Benalla avec le président de la République.
En réponse aux propos d'Emmanuel Macron « s’ils veulent un responsable, il est devant vous, qu’ils viennent le chercher », une centaine de manifestants se sont réunis le 27 juillet place de la Contrescarpe après l’appel « allons chercher Macron » lancé sur Facebook.
Une autre polémique prend place lorsque l'ONG belge Disinfolab publie les résultats partiels d'une étude menée du 19 juillet au 3 août où elle évoque un gonflement artificiel du volume de messages concernant l'affaire Benalla sur Twitter,. Avançant le volume de 4 millions de tweets, l’association évoque l'action d'un écosystème de comptes à la fois pro-Mélenchon, pro-Rassemblement national ou qui aurait relayé les médias Russia Today et Sputnik en février et mars 2017, ainsi que 3 comptes automatisés,. Pendant plusieurs jours, les médias évoquent la possibilité d'un complot russe dans la diffusion de l'affaire Benalla.
L'étude et certaines interprétations qui en sont faites sont cependant critiquées par notamment Arrêt sur images et Les Décodeurs du Monde qui la décrivent comme peu fiable,. L'enquête des Décodeurs semble montrer notamment que même si certains comptes ont une « activité frénétique » de retweets, il s'agit bien d'êtres humains et non de bots,. Dans une étude publiée le 7 août 2018 et reprise par Le Monde, Damien Liccia, spécialiste en analyse de l'opinion, remet en cause les affirmations portant sur une manipulation orchestrée par la Russie ; selon cette étude, l'affaire Benalla ne peut s'expliquer ni par une ingérence étrangère, ni par des bots ayant contribué à gonfler artificiellement la discussion.
Le 8 août, Disinfolab publie les conclusions de son étude, qui révèle selon France Info que « rien ne permet d'affirmer qu'une ingérence russe organisée a cherché à amplifier l'affaire Benalla sur Twitter »,,.
Plus de 250 internautes saisissent la CNIL à la suite de leur fichage présumé dans un fichier constitué sans leur autorisation par EU DisinfoLab pour cette étude,, ce que contestent les responsables de la publication. En janvier 2022, l’Autorité belge de protection des données condamne EU DisinfoLab et son chercheur Nicolas Vanderbiest à respectivement 2 700 et 1 200 euros d’amende pour avoir fiché politiquement et publié des données sensibles de milliers d’internautes ayant twitté sur l’affaire Benalla.

### Médiagraphie

#### Émissions radiophoniques
- « Les mystérieuses aventures d'Alexandre Benalla », le 17 septembre 2019 dans Affaires sensibles de Fabrice Drouelle sur France Inter.
- « L'affaire Benalla. Chronique de la première enquête qui déstabilisa Emmanuel Macron », le 2 décembre 2020 dans Mécaniques du journalisme d'Élise Karlin sur France Culture.